# Шахи Дансені
|   | a | b | c | d | e | f | g | h |   |
| 8 | a8 чорна тура · b8 чорний кінь · c8 чорний слон · d8 чорний ферзь · e8 чорний король · f8 чорний слон · g8 чорний кінь · h8 чорна тура · a7 чорний пішак · b7 чорний пішак · c7 чорний пішак · d7 чорний пішак · e7 чорний пішак · f7 чорний пішак · g7 чорний пішак · h7 чорний пішак · a4 білий пішак · b4 білий пішак · c4 білий пішак · d4 білий пішак · e4 білий пішак · f4 білий пішак · g4 білий пішак · h4 білий пішак · a3 білий пішак · b3 білий пішак · c3 білий пішак · d3 білий пішак · e3 білий пішак · f3 білий пішак · g3 білий пішак · h3 білий пішак · a2 білий пішак · b2 білий пішак · c2 білий пішак · d2 білий пішак · e2 білий пішак · f2 білий пішак · g2 білий пішак · h2 білий пішак · a1 білий пішак · b1 білий пішак · c1 білий пішак · d1 білий пішак · e1 білий пішак · f1 білий пішак · g1 білий пішак · h1 білий пішак | a8 чорна тура · b8 чорний кінь · c8 чорний слон · d8 чорний ферзь · e8 чорний король · f8 чорний слон · g8 чорний кінь · h8 чорна тура · a7 чорний пішак · b7 чорний пішак · c7 чорний пішак · d7 чорний пішак · e7 чорний пішак · f7 чорний пішак · g7 чорний пішак · h7 чорний пішак · a4 білий пішак · b4 білий пішак · c4 білий пішак · d4 білий пішак · e4 білий пішак · f4 білий пішак · g4 білий пішак · h4 білий пішак · a3 білий пішак · b3 білий пішак · c3 білий пішак · d3 білий пішак · e3 білий пішак · f3 білий пішак · g3 білий пішак · h3 білий пішак · a2 білий пішак · b2 білий пішак · c2 білий пішак · d2 білий пішак · e2 білий пішак · f2 білий пішак · g2 білий пішак · h2 білий пішак · a1 білий пішак · b1 білий пішак · c1 білий пішак · d1 білий пішак · e1 білий пішак · f1 білий пішак · g1 білий пішак · h1 білий пішак | a8 чорна тура · b8 чорний кінь · c8 чорний слон · d8 чорний ферзь · e8 чорний король · f8 чорний слон · g8 чорний кінь · h8 чорна тура · a7 чорний пішак · b7 чорний пішак · c7 чорний пішак · d7 чорний пішак · e7 чорний пішак · f7 чорний пішак · g7 чорний пішак · h7 чорний пішак · a4 білий пішак · b4 білий пішак · c4 білий пішак · d4 білий пішак · e4 білий пішак · f4 білий пішак · g4 білий пішак · h4 білий пішак · a3 білий пішак · b3 білий пішак · c3 білий пішак · d3 білий пішак · e3 білий пішак · f3 білий пішак · g3 білий пішак · h3 білий пішак · a2 білий пішак · b2 білий пішак · c2 білий пішак · d2 білий пішак · e2 білий пішак · f2 білий пішак · g2 білий пішак · h2 білий пішак · a1 білий пішак · b1 білий пішак · c1 білий пішак · d1 білий пішак · e1 білий пішак · f1 білий пішак · g1 білий пішак · h1 білий пішак | a8 чорна тура · b8 чорний кінь · c8 чорний слон · d8 чорний ферзь · e8 чорний король · f8 чорний слон · g8 чорний кінь · h8 чорна тура · a7 чорний пішак · b7 чорний пішак · c7 чорний пішак · d7 чорний пішак · e7 чорний пішак · f7 чорний пішак · g7 чорний пішак · h7 чорний пішак · a4 білий пішак · b4 білий пішак · c4 білий пішак · d4 білий пішак · e4 білий пішак · f4 білий пішак · g4 білий пішак · h4 білий пішак · a3 білий пішак · b3 білий пішак · c3 білий пішак · d3 білий пішак · e3 білий пішак · f3 білий пішак · g3 білий пішак · h3 білий пішак · a2 білий пішак · b2 білий пішак · c2 білий пішак · d2 білий пішак · e2 білий пішак · f2 білий пішак · g2 білий пішак · h2 білий пішак · a1 білий пішак · b1 білий пішак · c1 білий пішак · d1 білий пішак · e1 білий пішак · f1 білий пішак · g1 білий пішак · h1 білий пішак | a8 чорна тура · b8 чорний кінь · c8 чорний слон · d8 чорний ферзь · e8 чорний король · f8 чорний слон · g8 чорний кінь · h8 чорна тура · a7 чорний пішак · b7 чорний пішак · c7 чорний пішак · d7 чорний пішак · e7 чорний пішак · f7 чорний пішак · g7 чорний пішак · h7 чорний пішак · a4 білий пішак · b4 білий пішак · c4 білий пішак · d4 білий пішак · e4 білий пішак · f4 білий пішак · g4 білий пішак · h4 білий пішак · a3 білий пішак · b3 білий пішак · c3 білий пішак · d3 білий пішак · e3 білий пішак · f3 білий пішак · g3 білий пішак · h3 білий пішак · a2 білий пішак · b2 білий пішак · c2 білий пішак · d2 білий пішак · e2 білий пішак · f2 білий пішак · g2 білий пішак · h2 білий пішак · a1 білий пішак · b1 білий пішак · c1 білий пішак · d1 білий пішак · e1 білий пішак · f1 білий пішак · g1 білий пішак · h1 білий пішак | a8 чорна тура · b8 чорний кінь · c8 чорний слон · d8 чорний ферзь · e8 чорний король · f8 чорний слон · g8 чорний кінь · h8 чорна тура · a7 чорний пішак · b7 чорний пішак · c7 чорний пішак · d7 чорний пішак · e7 чорний пішак · f7 чорний пішак · g7 чорний пішак · h7 чорний пішак · a4 білий пішак · b4 білий пішак · c4 білий пішак · d4 білий пішак · e4 білий пішак · f4 білий пішак · g4 білий пішак · h4 білий пішак · a3 білий пішак · b3 білий пішак · c3 білий пішак · d3 білий пішак · e3 білий пішак · f3 білий пішак · g3 білий пішак · h3 білий пішак · a2 білий пішак · b2 білий пішак · c2 білий пішак · d2 білий пішак · e2 білий пішак · f2 білий пішак · g2 білий пішак · h2 білий пішак · a1 білий пішак · b1 білий пішак · c1 білий пішак · d1 білий пішак · e1 білий пішак · f1 білий пішак · g1 білий пішак · h1 білий пішак | a8 чорна тура · b8 чорний кінь · c8 чорний слон · d8 чорний ферзь · e8 чорний король · f8 чорний слон · g8 чорний кінь · h8 чорна тура · a7 чорний пішак · b7 чорний пішак · c7 чорний пішак · d7 чорний пішак · e7 чорний пішак · f7 чорний пішак · g7 чорний пішак · h7 чорний пішак · a4 білий пішак · b4 білий пішак · c4 білий пішак · d4 білий пішак · e4 білий пішак · f4 білий пішак · g4 білий пішак · h4 білий пішак · a3 білий пішак · b3 білий пішак · c3 білий пішак · d3 білий пішак · e3 білий пішак · f3 білий пішак · g3 білий пішак · h3 білий пішак · a2 білий пішак · b2 білий пішак · c2 білий пішак · d2 білий пішак · e2 білий пішак · f2 білий пішак · g2 білий пішак · h2 білий пішак · a1 білий пішак · b1 білий пішак · c1 білий пішак · d1 білий пішак · e1 білий пішак · f1 білий пішак · g1 білий пішак · h1 білий пішак | a8 чорна тура · b8 чорний кінь · c8 чорний слон · d8 чорний ферзь · e8 чорний король · f8 чорний слон · g8 чорний кінь · h8 чорна тура · a7 чорний пішак · b7 чорний пішак · c7 чорний пішак · d7 чорний пішак · e7 чорний пішак · f7 чорний пішак · g7 чорний пішак · h7 чорний пішак · a4 білий пішак · b4 білий пішак · c4 білий пішак · d4 білий пішак · e4 білий пішак · f4 білий пішак · g4 білий пішак · h4 білий пішак · a3 білий пішак · b3 білий пішак · c3 білий пішак · d3 білий пішак · e3 білий пішак · f3 білий пішак · g3 білий пішак · h3 білий пішак · a2 білий пішак · b2 білий пішак · c2 білий пішак · d2 білий пішак · e2 білий пішак · f2 білий пішак · g2 білий пішак · h2 білий пішак · a1 білий пішак · b1 білий пішак · c1 білий пішак · d1 білий пішак · e1 білий пішак · f1 білий пішак · g1 білий пішак · h1 білий пішак | 8 |
| 7 | a8 чорна тура · b8 чорний кінь · c8 чорний слон · d8 чорний ферзь · e8 чорний король · f8 чорний слон · g8 чорний кінь · h8 чорна тура · a7 чорний пішак · b7 чорний пішак · c7 чорний пішак · d7 чорний пішак · e7 чорний пішак · f7 чорний пішак · g7 чорний пішак · h7 чорний пішак · a4 білий пішак · b4 білий пішак · c4 білий пішак · d4 білий пішак · e4 білий пішак · f4 білий пішак · g4 білий пішак · h4 білий пішак · a3 білий пішак · b3 білий пішак · c3 білий пішак · d3 білий пішак · e3 білий пішак · f3 білий пішак · g3 білий пішак · h3 білий пішак · a2 білий пішак · b2 білий пішак · c2 білий пішак · d2 білий пішак · e2 білий пішак · f2 білий пішак · g2 білий пішак · h2 білий пішак · a1 білий пішак · b1 білий пішак · c1 білий пішак · d1 білий пішак · e1 білий пішак · f1 білий пішак · g1 білий пішак · h1 білий пішак | a8 чорна тура · b8 чорний кінь · c8 чорний слон · d8 чорний ферзь · e8 чорний король · f8 чорний слон · g8 чорний кінь · h8 чорна тура · a7 чорний пішак · b7 чорний пішак · c7 чорний пішак · d7 чорний пішак · e7 чорний пішак · f7 чорний пішак · g7 чорний пішак · h7 чорний пішак · a4 білий пішак · b4 білий пішак · c4 білий пішак · d4 білий пішак · e4 білий пішак · f4 білий пішак · g4 білий пішак · h4 білий пішак · a3 білий пішак · b3 білий пішак · c3 білий пішак · d3 білий пішак · e3 білий пішак · f3 білий пішак · g3 білий пішак · h3 білий пішак · a2 білий пішак · b2 білий пішак · c2 білий пішак · d2 білий пішак · e2 білий пішак · f2 білий пішак · g2 білий пішак · h2 білий пішак · a1 білий пішак · b1 білий пішак · c1 білий пішак · d1 білий пішак · e1 білий пішак · f1 білий пішак · g1 білий пішак · h1 білий пішак | a8 чорна тура · b8 чорний кінь · c8 чорний слон · d8 чорний ферзь · e8 чорний король · f8 чорний слон · g8 чорний кінь · h8 чорна тура · a7 чорний пішак · b7 чорний пішак · c7 чорний пішак · d7 чорний пішак · e7 чорний пішак · f7 чорний пішак · g7 чорний пішак · h7 чорний пішак · a4 білий пішак · b4 білий пішак · c4 білий пішак · d4 білий пішак · e4 білий пішак · f4 білий пішак · g4 білий пішак · h4 білий пішак · a3 білий пішак · b3 білий пішак · c3 білий пішак · d3 білий пішак · e3 білий пішак · f3 білий пішак · g3 білий пішак · h3 білий пішак · a2 білий пішак · b2 білий пішак · c2 білий пішак · d2 білий пішак · e2 білий пішак · f2 білий пішак · g2 білий пішак · h2 білий пішак · a1 білий пішак · b1 білий пішак · c1 білий пішак · d1 білий пішак · e1 білий пішак · f1 білий пішак · g1 білий пішак · h1 білий пішак | a8 чорна тура · b8 чорний кінь · c8 чорний слон · d8 чорний ферзь · e8 чорний король · f8 чорний слон · g8 чорний кінь · h8 чорна тура · a7 чорний пішак · b7 чорний пішак · c7 чорний пішак · d7 чорний пішак · e7 чорний пішак · f7 чорний пішак · g7 чорний пішак · h7 чорний пішак · a4 білий пішак · b4 білий пішак · c4 білий пішак · d4 білий пішак · e4 білий пішак · f4 білий пішак · g4 білий пішак · h4 білий пішак · a3 білий пішак · b3 білий пішак · c3 білий пішак · d3 білий пішак · e3 білий пішак · f3 білий пішак · g3 білий пішак · h3 білий пішак · a2 білий пішак · b2 білий пішак · c2 білий пішак · d2 білий пішак · e2 білий пішак · f2 білий пішак · g2 білий пішак · h2 білий пішак · a1 білий пішак · b1 білий пішак · c1 білий пішак · d1 білий пішак · e1 білий пішак · f1 білий пішак · g1 білий пішак · h1 білий пішак | a8 чорна тура · b8 чорний кінь · c8 чорний слон · d8 чорний ферзь · e8 чорний король · f8 чорний слон · g8 чорний кінь · h8 чорна тура · a7 чорний пішак · b7 чорний пішак · c7 чорний пішак · d7 чорний пішак · e7 чорний пішак · f7 чорний пішак · g7 чорний пішак · h7 чорний пішак · a4 білий пішак · b4 білий пішак · c4 білий пішак · d4 білий пішак · e4 білий пішак · f4 білий пішак · g4 білий пішак · h4 білий пішак · a3 білий пішак · b3 білий пішак · c3 білий пішак · d3 білий пішак · e3 білий пішак · f3 білий пішак · g3 білий пішак · h3 білий пішак · a2 білий пішак · b2 білий пішак · c2 білий пішак · d2 білий пішак · e2 білий пішак · f2 білий пішак · g2 білий пішак · h2 білий пішак · a1 білий пішак · b1 білий пішак · c1 білий пішак · d1 білий пішак · e1 білий пішак · f1 білий пішак · g1 білий пішак · h1 білий пішак | a8 чорна тура · b8 чорний кінь · c8 чорний слон · d8 чорний ферзь · e8 чорний король · f8 чорний слон · g8 чорний кінь · h8 чорна тура · a7 чорний пішак · b7 чорний пішак · c7 чорний пішак · d7 чорний пішак · e7 чорний пішак · f7 чорний пішак · g7 чорний пішак · h7 чорний пішак · a4 білий пішак · b4 білий пішак · c4 білий пішак · d4 білий пішак · e4 білий пішак · f4 білий пішак · g4 білий пішак · h4 білий пішак · a3 білий пішак · b3 білий пішак · c3 білий пішак · d3 білий пішак · e3 білий пішак · f3 білий пішак · g3 білий пішак · h3 білий пішак · a2 білий пішак · b2 білий пішак · c2 білий пішак · d2 білий пішак · e2 білий пішак · f2 білий пішак · g2 білий пішак · h2 білий пішак · a1 білий пішак · b1 білий пішак · c1 білий пішак · d1 білий пішак · e1 білий пішак · f1 білий пішак · g1 білий пішак · h1 білий пішак | a8 чорна тура · b8 чорний кінь · c8 чорний слон · d8 чорний ферзь · e8 чорний король · f8 чорний слон · g8 чорний кінь · h8 чорна тура · a7 чорний пішак · b7 чорний пішак · c7 чорний пішак · d7 чорний пішак · e7 чорний пішак · f7 чорний пішак · g7 чорний пішак · h7 чорний пішак · a4 білий пішак · b4 білий пішак · c4 білий пішак · d4 білий пішак · e4 білий пішак · f4 білий пішак · g4 білий пішак · h4 білий пішак · a3 білий пішак · b3 білий пішак · c3 білий пішак · d3 білий пішак · e3 білий пішак · f3 білий пішак · g3 білий пішак · h3 білий пішак · a2 білий пішак · b2 білий пішак · c2 білий пішак · d2 білий пішак · e2 білий пішак · f2 білий пішак · g2 білий пішак · h2 білий пішак · a1 білий пішак · b1 білий пішак · c1 білий пішак · d1 білий пішак · e1 білий пішак · f1 білий пішак · g1 білий пішак · h1 білий пішак | a8 чорна тура · b8 чорний кінь · c8 чорний слон · d8 чорний ферзь · e8 чорний король · f8 чорний слон · g8 чорний кінь · h8 чорна тура · a7 чорний пішак · b7 чорний пішак · c7 чорний пішак · d7 чорний пішак · e7 чорний пішак · f7 чорний пішак · g7 чорний пішак · h7 чорний пішак · a4 білий пішак · b4 білий пішак · c4 білий пішак · d4 білий пішак · e4 білий пішак · f4 білий пішак · g4 білий пішак · h4 білий пішак · a3 білий пішак · b3 білий пішак · c3 білий пішак · d3 білий пішак · e3 білий пішак · f3 білий пішак · g3 білий пішак · h3 білий пішак · a2 білий пішак · b2 білий пішак · c2 білий пішак · d2 білий пішак · e2 білий пішак · f2 білий пішак · g2 білий пішак · h2 білий пішак · a1 білий пішак · b1 білий пішак · c1 білий пішак · d1 білий пішак · e1 білий пішак · f1 білий пішак · g1 білий пішак · h1 білий пішак | 7 |
| 6 | a8 чорна тура · b8 чорний кінь · c8 чорний слон · d8 чорний ферзь · e8 чорний король · f8 чорний слон · g8 чорний кінь · h8 чорна тура · a7 чорний пішак · b7 чорний пішак · c7 чорний пішак · d7 чорний пішак · e7 чорний пішак · f7 чорний пішак · g7 чорний пішак · h7 чорний пішак · a4 білий пішак · b4 білий пішак · c4 білий пішак · d4 білий пішак · e4 білий пішак · f4 білий пішак · g4 білий пішак · h4 білий пішак · a3 білий пішак · b3 білий пішак · c3 білий пішак · d3 білий пішак · e3 білий пішак · f3 білий пішак · g3 білий пішак · h3 білий пішак · a2 білий пішак · b2 білий пішак · c2 білий пішак · d2 білий пішак · e2 білий пішак · f2 білий пішак · g2 білий пішак · h2 білий пішак · a1 білий пішак · b1 білий пішак · c1 білий пішак · d1 білий пішак · e1 білий пішак · f1 білий пішак · g1 білий пішак · h1 білий пішак | a8 чорна тура · b8 чорний кінь · c8 чорний слон · d8 чорний ферзь · e8 чорний король · f8 чорний слон · g8 чорний кінь · h8 чорна тура · a7 чорний пішак · b7 чорний пішак · c7 чорний пішак · d7 чорний пішак · e7 чорний пішак · f7 чорний пішак · g7 чорний пішак · h7 чорний пішак · a4 білий пішак · b4 білий пішак · c4 білий пішак · d4 білий пішак · e4 білий пішак · f4 білий пішак · g4 білий пішак · h4 білий пішак · a3 білий пішак · b3 білий пішак · c3 білий пішак · d3 білий пішак · e3 білий пішак · f3 білий пішак · g3 білий пішак · h3 білий пішак · a2 білий пішак · b2 білий пішак · c2 білий пішак · d2 білий пішак · e2 білий пішак · f2 білий пішак · g2 білий пішак · h2 білий пішак · a1 білий пішак · b1 білий пішак · c1 білий пішак · d1 білий пішак · e1 білий пішак · f1 білий пішак · g1 білий пішак · h1 білий пішак | a8 чорна тура · b8 чорний кінь · c8 чорний слон · d8 чорний ферзь · e8 чорний король · f8 чорний слон · g8 чорний кінь · h8 чорна тура · a7 чорний пішак · b7 чорний пішак · c7 чорний пішак · d7 чорний пішак · e7 чорний пішак · f7 чорний пішак · g7 чорний пішак · h7 чорний пішак · a4 білий пішак · b4 білий пішак · c4 білий пішак · d4 білий пішак · e4 білий пішак · f4 білий пішак · g4 білий пішак · h4 білий пішак · a3 білий пішак · b3 білий пішак · c3 білий пішак · d3 білий пішак · e3 білий пішак · f3 білий пішак · g3 білий пішак · h3 білий пішак · a2 білий пішак · b2 білий пішак · c2 білий пішак · d2 білий пішак · e2 білий пішак · f2 білий пішак · g2 білий пішак · h2 білий пішак · a1 білий пішак · b1 білий пішак · c1 білий пішак · d1 білий пішак · e1 білий пішак · f1 білий пішак · g1 білий пішак · h1 білий пішак | a8 чорна тура · b8 чорний кінь · c8 чорний слон · d8 чорний ферзь · e8 чорний король · f8 чорний слон · g8 чорний кінь · h8 чорна тура · a7 чорний пішак · b7 чорний пішак · c7 чорний пішак · d7 чорний пішак · e7 чорний пішак · f7 чорний пішак · g7 чорний пішак · h7 чорний пішак · a4 білий пішак · b4 білий пішак · c4 білий пішак · d4 білий пішак · e4 білий пішак · f4 білий пішак · g4 білий пішак · h4 білий пішак · a3 білий пішак · b3 білий пішак · c3 білий пішак · d3 білий пішак · e3 білий пішак · f3 білий пішак · g3 білий пішак · h3 білий пішак · a2 білий пішак · b2 білий пішак · c2 білий пішак · d2 білий пішак · e2 білий пішак · f2 білий пішак · g2 білий пішак · h2 білий пішак · a1 білий пішак · b1 білий пішак · c1 білий пішак · d1 білий пішак · e1 білий пішак · f1 білий пішак · g1 білий пішак · h1 білий пішак | a8 чорна тура · b8 чорний кінь · c8 чорний слон · d8 чорний ферзь · e8 чорний король · f8 чорний слон · g8 чорний кінь · h8 чорна тура · a7 чорний пішак · b7 чорний пішак · c7 чорний пішак · d7 чорний пішак · e7 чорний пішак · f7 чорний пішак · g7 чорний пішак · h7 чорний пішак · a4 білий пішак · b4 білий пішак · c4 білий пішак · d4 білий пішак · e4 білий пішак · f4 білий пішак · g4 білий пішак · h4 білий пішак · a3 білий пішак · b3 білий пішак · c3 білий пішак · d3 білий пішак · e3 білий пішак · f3 білий пішак · g3 білий пішак · h3 білий пішак · a2 білий пішак · b2 білий пішак · c2 білий пішак · d2 білий пішак · e2 білий пішак · f2 білий пішак · g2 білий пішак · h2 білий пішак · a1 білий пішак · b1 білий пішак · c1 білий пішак · d1 білий пішак · e1 білий пішак · f1 білий пішак · g1 білий пішак · h1 білий пішак | a8 чорна тура · b8 чорний кінь · c8 чорний слон · d8 чорний ферзь · e8 чорний король · f8 чорний слон · g8 чорний кінь · h8 чорна тура · a7 чорний пішак · b7 чорний пішак · c7 чорний пішак · d7 чорний пішак · e7 чорний пішак · f7 чорний пішак · g7 чорний пішак · h7 чорний пішак · a4 білий пішак · b4 білий пішак · c4 білий пішак · d4 білий пішак · e4 білий пішак · f4 білий пішак · g4 білий пішак · h4 білий пішак · a3 білий пішак · b3 білий пішак · c3 білий пішак · d3 білий пішак · e3 білий пішак · f3 білий пішак · g3 білий пішак · h3 білий пішак · a2 білий пішак · b2 білий пішак · c2 білий пішак · d2 білий пішак · e2 білий пішак · f2 білий пішак · g2 білий пішак · h2 білий пішак · a1 білий пішак · b1 білий пішак · c1 білий пішак · d1 білий пішак · e1 білий пішак · f1 білий пішак · g1 білий пішак · h1 білий пішак | a8 чорна тура · b8 чорний кінь · c8 чорний слон · d8 чорний ферзь · e8 чорний король · f8 чорний слон · g8 чорний кінь · h8 чорна тура · a7 чорний пішак · b7 чорний пішак · c7 чорний пішак · d7 чорний пішак · e7 чорний пішак · f7 чорний пішак · g7 чорний пішак · h7 чорний пішак · a4 білий пішак · b4 білий пішак · c4 білий пішак · d4 білий пішак · e4 білий пішак · f4 білий пішак · g4 білий пішак · h4 білий пішак · a3 білий пішак · b3 білий пішак · c3 білий пішак · d3 білий пішак · e3 білий пішак · f3 білий пішак · g3 білий пішак · h3 білий пішак · a2 білий пішак · b2 білий пішак · c2 білий пішак · d2 білий пішак · e2 білий пішак · f2 білий пішак · g2 білий пішак · h2 білий пішак · a1 білий пішак · b1 білий пішак · c1 білий пішак · d1 білий пішак · e1 білий пішак · f1 білий пішак · g1 білий пішак · h1 білий пішак | a8 чорна тура · b8 чорний кінь · c8 чорний слон · d8 чорний ферзь · e8 чорний король · f8 чорний слон · g8 чорний кінь · h8 чорна тура · a7 чорний пішак · b7 чорний пішак · c7 чорний пішак · d7 чорний пішак · e7 чорний пішак · f7 чорний пішак · g7 чорний пішак · h7 чорний пішак · a4 білий пішак · b4 білий пішак · c4 білий пішак · d4 білий пішак · e4 білий пішак · f4 білий пішак · g4 білий пішак · h4 білий пішак · a3 білий пішак · b3 білий пішак · c3 білий пішак · d3 білий пішак · e3 білий пішак · f3 білий пішак · g3 білий пішак · h3 білий пішак · a2 білий пішак · b2 білий пішак · c2 білий пішак · d2 білий пішак · e2 білий пішак · f2 білий пішак · g2 білий пішак · h2 білий пішак · a1 білий пішак · b1 білий пішак · c1 білий пішак · d1 білий пішак · e1 білий пішак · f1 білий пішак · g1 білий пішак · h1 білий пішак | 6 |
| 5 | a8 чорна тура · b8 чорний кінь · c8 чорний слон · d8 чорний ферзь · e8 чорний король · f8 чорний слон · g8 чорний кінь · h8 чорна тура · a7 чорний пішак · b7 чорний пішак · c7 чорний пішак · d7 чорний пішак · e7 чорний пішак · f7 чорний пішак · g7 чорний пішак · h7 чорний пішак · a4 білий пішак · b4 білий пішак · c4 білий пішак · d4 білий пішак · e4 білий пішак · f4 білий пішак · g4 білий пішак · h4 білий пішак · a3 білий пішак · b3 білий пішак · c3 білий пішак · d3 білий пішак · e3 білий пішак · f3 білий пішак · g3 білий пішак · h3 білий пішак · a2 білий пішак · b2 білий пішак · c2 білий пішак · d2 білий пішак · e2 білий пішак · f2 білий пішак · g2 білий пішак · h2 білий пішак · a1 білий пішак · b1 білий пішак · c1 білий пішак · d1 білий пішак · e1 білий пішак · f1 білий пішак · g1 білий пішак · h1 білий пішак | a8 чорна тура · b8 чорний кінь · c8 чорний слон · d8 чорний ферзь · e8 чорний король · f8 чорний слон · g8 чорний кінь · h8 чорна тура · a7 чорний пішак · b7 чорний пішак · c7 чорний пішак · d7 чорний пішак · e7 чорний пішак · f7 чорний пішак · g7 чорний пішак · h7 чорний пішак · a4 білий пішак · b4 білий пішак · c4 білий пішак · d4 білий пішак · e4 білий пішак · f4 білий пішак · g4 білий пішак · h4 білий пішак · a3 білий пішак · b3 білий пішак · c3 білий пішак · d3 білий пішак · e3 білий пішак · f3 білий пішак · g3 білий пішак · h3 білий пішак · a2 білий пішак · b2 білий пішак · c2 білий пішак · d2 білий пішак · e2 білий пішак · f2 білий пішак · g2 білий пішак · h2 білий пішак · a1 білий пішак · b1 білий пішак · c1 білий пішак · d1 білий пішак · e1 білий пішак · f1 білий пішак · g1 білий пішак · h1 білий пішак | a8 чорна тура · b8 чорний кінь · c8 чорний слон · d8 чорний ферзь · e8 чорний король · f8 чорний слон · g8 чорний кінь · h8 чорна тура · a7 чорний пішак · b7 чорний пішак · c7 чорний пішак · d7 чорний пішак · e7 чорний пішак · f7 чорний пішак · g7 чорний пішак · h7 чорний пішак · a4 білий пішак · b4 білий пішак · c4 білий пішак · d4 білий пішак · e4 білий пішак · f4 білий пішак · g4 білий пішак · h4 білий пішак · a3 білий пішак · b3 білий пішак · c3 білий пішак · d3 білий пішак · e3 білий пішак · f3 білий пішак · g3 білий пішак · h3 білий пішак · a2 білий пішак · b2 білий пішак · c2 білий пішак · d2 білий пішак · e2 білий пішак · f2 білий пішак · g2 білий пішак · h2 білий пішак · a1 білий пішак · b1 білий пішак · c1 білий пішак · d1 білий пішак · e1 білий пішак · f1 білий пішак · g1 білий пішак · h1 білий пішак | a8 чорна тура · b8 чорний кінь · c8 чорний слон · d8 чорний ферзь · e8 чорний король · f8 чорний слон · g8 чорний кінь · h8 чорна тура · a7 чорний пішак · b7 чорний пішак · c7 чорний пішак · d7 чорний пішак · e7 чорний пішак · f7 чорний пішак · g7 чорний пішак · h7 чорний пішак · a4 білий пішак · b4 білий пішак · c4 білий пішак · d4 білий пішак · e4 білий пішак · f4 білий пішак · g4 білий пішак · h4 білий пішак · a3 білий пішак · b3 білий пішак · c3 білий пішак · d3 білий пішак · e3 білий пішак · f3 білий пішак · g3 білий пішак · h3 білий пішак · a2 білий пішак · b2 білий пішак · c2 білий пішак · d2 білий пішак · e2 білий пішак · f2 білий пішак · g2 білий пішак · h2 білий пішак · a1 білий пішак · b1 білий пішак · c1 білий пішак · d1 білий пішак · e1 білий пішак · f1 білий пішак · g1 білий пішак · h1 білий пішак | a8 чорна тура · b8 чорний кінь · c8 чорний слон · d8 чорний ферзь · e8 чорний король · f8 чорний слон · g8 чорний кінь · h8 чорна тура · a7 чорний пішак · b7 чорний пішак · c7 чорний пішак · d7 чорний пішак · e7 чорний пішак · f7 чорний пішак · g7 чорний пішак · h7 чорний пішак · a4 білий пішак · b4 білий пішак · c4 білий пішак · d4 білий пішак · e4 білий пішак · f4 білий пішак · g4 білий пішак · h4 білий пішак · a3 білий пішак · b3 білий пішак · c3 білий пішак · d3 білий пішак · e3 білий пішак · f3 білий пішак · g3 білий пішак · h3 білий пішак · a2 білий пішак · b2 білий пішак · c2 білий пішак · d2 білий пішак · e2 білий пішак · f2 білий пішак · g2 білий пішак · h2 білий пішак · a1 білий пішак · b1 білий пішак · c1 білий пішак · d1 білий пішак · e1 білий пішак · f1 білий пішак · g1 білий пішак · h1 білий пішак | a8 чорна тура · b8 чорний кінь · c8 чорний слон · d8 чорний ферзь · e8 чорний король · f8 чорний слон · g8 чорний кінь · h8 чорна тура · a7 чорний пішак · b7 чорний пішак · c7 чорний пішак · d7 чорний пішак · e7 чорний пішак · f7 чорний пішак · g7 чорний пішак · h7 чорний пішак · a4 білий пішак · b4 білий пішак · c4 білий пішак · d4 білий пішак · e4 білий пішак · f4 білий пішак · g4 білий пішак · h4 білий пішак · a3 білий пішак · b3 білий пішак · c3 білий пішак · d3 білий пішак · e3 білий пішак · f3 білий пішак · g3 білий пішак · h3 білий пішак · a2 білий пішак · b2 білий пішак · c2 білий пішак · d2 білий пішак · e2 білий пішак · f2 білий пішак · g2 білий пішак · h2 білий пішак · a1 білий пішак · b1 білий пішак · c1 білий пішак · d1 білий пішак · e1 білий пішак · f1 білий пішак · g1 білий пішак · h1 білий пішак | a8 чорна тура · b8 чорний кінь · c8 чорний слон · d8 чорний ферзь · e8 чорний король · f8 чорний слон · g8 чорний кінь · h8 чорна тура · a7 чорний пішак · b7 чорний пішак · c7 чорний пішак · d7 чорний пішак · e7 чорний пішак · f7 чорний пішак · g7 чорний пішак · h7 чорний пішак · a4 білий пішак · b4 білий пішак · c4 білий пішак · d4 білий пішак · e4 білий пішак · f4 білий пішак · g4 білий пішак · h4 білий пішак · a3 білий пішак · b3 білий пішак · c3 білий пішак · d3 білий пішак · e3 білий пішак · f3 білий пішак · g3 білий пішак · h3 білий пішак · a2 білий пішак · b2 білий пішак · c2 білий пішак · d2 білий пішак · e2 білий пішак · f2 білий пішак · g2 білий пішак · h2 білий пішак · a1 білий пішак · b1 білий пішак · c1 білий пішак · d1 білий пішак · e1 білий пішак · f1 білий пішак · g1 білий пішак · h1 білий пішак | a8 чорна тура · b8 чорний кінь · c8 чорний слон · d8 чорний ферзь · e8 чорний король · f8 чорний слон · g8 чорний кінь · h8 чорна тура · a7 чорний пішак · b7 чорний пішак · c7 чорний пішак · d7 чорний пішак · e7 чорний пішак · f7 чорний пішак · g7 чорний пішак · h7 чорний пішак · a4 білий пішак · b4 білий пішак · c4 білий пішак · d4 білий пішак · e4 білий пішак · f4 білий пішак · g4 білий пішак · h4 білий пішак · a3 білий пішак · b3 білий пішак · c3 білий пішак · d3 білий пішак · e3 білий пішак · f3 білий пішак · g3 білий пішак · h3 білий пішак · a2 білий пішак · b2 білий пішак · c2 білий пішак · d2 білий пішак · e2 білий пішак · f2 білий пішак · g2 білий пішак · h2 білий пішак · a1 білий пішак · b1 білий пішак · c1 білий пішак · d1 білий пішак · e1 білий пішак · f1 білий пішак · g1 білий пішак · h1 білий пішак | 5 |
| 4 | a8 чорна тура · b8 чорний кінь · c8 чорний слон · d8 чорний ферзь · e8 чорний король · f8 чорний слон · g8 чорний кінь · h8 чорна тура · a7 чорний пішак · b7 чорний пішак · c7 чорний пішак · d7 чорний пішак · e7 чорний пішак · f7 чорний пішак · g7 чорний пішак · h7 чорний пішак · a4 білий пішак · b4 білий пішак · c4 білий пішак · d4 білий пішак · e4 білий пішак · f4 білий пішак · g4 білий пішак · h4 білий пішак · a3 білий пішак · b3 білий пішак · c3 білий пішак · d3 білий пішак · e3 білий пішак · f3 білий пішак · g3 білий пішак · h3 білий пішак · a2 білий пішак · b2 білий пішак · c2 білий пішак · d2 білий пішак · e2 білий пішак · f2 білий пішак · g2 білий пішак · h2 білий пішак · a1 білий пішак · b1 білий пішак · c1 білий пішак · d1 білий пішак · e1 білий пішак · f1 білий пішак · g1 білий пішак · h1 білий пішак | a8 чорна тура · b8 чорний кінь · c8 чорний слон · d8 чорний ферзь · e8 чорний король · f8 чорний слон · g8 чорний кінь · h8 чорна тура · a7 чорний пішак · b7 чорний пішак · c7 чорний пішак · d7 чорний пішак · e7 чорний пішак · f7 чорний пішак · g7 чорний пішак · h7 чорний пішак · a4 білий пішак · b4 білий пішак · c4 білий пішак · d4 білий пішак · e4 білий пішак · f4 білий пішак · g4 білий пішак · h4 білий пішак · a3 білий пішак · b3 білий пішак · c3 білий пішак · d3 білий пішак · e3 білий пішак · f3 білий пішак · g3 білий пішак · h3 білий пішак · a2 білий пішак · b2 білий пішак · c2 білий пішак · d2 білий пішак · e2 білий пішак · f2 білий пішак · g2 білий пішак · h2 білий пішак · a1 білий пішак · b1 білий пішак · c1 білий пішак · d1 білий пішак · e1 білий пішак · f1 білий пішак · g1 білий пішак · h1 білий пішак | a8 чорна тура · b8 чорний кінь · c8 чорний слон · d8 чорний ферзь · e8 чорний король · f8 чорний слон · g8 чорний кінь · h8 чорна тура · a7 чорний пішак · b7 чорний пішак · c7 чорний пішак · d7 чорний пішак · e7 чорний пішак · f7 чорний пішак · g7 чорний пішак · h7 чорний пішак · a4 білий пішак · b4 білий пішак · c4 білий пішак · d4 білий пішак · e4 білий пішак · f4 білий пішак · g4 білий пішак · h4 білий пішак · a3 білий пішак · b3 білий пішак · c3 білий пішак · d3 білий пішак · e3 білий пішак · f3 білий пішак · g3 білий пішак · h3 білий пішак · a2 білий пішак · b2 білий пішак · c2 білий пішак · d2 білий пішак · e2 білий пішак · f2 білий пішак · g2 білий пішак · h2 білий пішак · a1 білий пішак · b1 білий пішак · c1 білий пішак · d1 білий пішак · e1 білий пішак · f1 білий пішак · g1 білий пішак · h1 білий пішак | a8 чорна тура · b8 чорний кінь · c8 чорний слон · d8 чорний ферзь · e8 чорний король · f8 чорний слон · g8 чорний кінь · h8 чорна тура · a7 чорний пішак · b7 чорний пішак · c7 чорний пішак · d7 чорний пішак · e7 чорний пішак · f7 чорний пішак · g7 чорний пішак · h7 чорний пішак · a4 білий пішак · b4 білий пішак · c4 білий пішак · d4 білий пішак · e4 білий пішак · f4 білий пішак · g4 білий пішак · h4 білий пішак · a3 білий пішак · b3 білий пішак · c3 білий пішак · d3 білий пішак · e3 білий пішак · f3 білий пішак · g3 білий пішак · h3 білий пішак · a2 білий пішак · b2 білий пішак · c2 білий пішак · d2 білий пішак · e2 білий пішак · f2 білий пішак · g2 білий пішак · h2 білий пішак · a1 білий пішак · b1 білий пішак · c1 білий пішак · d1 білий пішак · e1 білий пішак · f1 білий пішак · g1 білий пішак · h1 білий пішак | a8 чорна тура · b8 чорний кінь · c8 чорний слон · d8 чорний ферзь · e8 чорний король · f8 чорний слон · g8 чорний кінь · h8 чорна тура · a7 чорний пішак · b7 чорний пішак · c7 чорний пішак · d7 чорний пішак · e7 чорний пішак · f7 чорний пішак · g7 чорний пішак · h7 чорний пішак · a4 білий пішак · b4 білий пішак · c4 білий пішак · d4 білий пішак · e4 білий пішак · f4 білий пішак · g4 білий пішак · h4 білий пішак · a3 білий пішак · b3 білий пішак · c3 білий пішак · d3 білий пішак · e3 білий пішак · f3 білий пішак · g3 білий пішак · h3 білий пішак · a2 білий пішак · b2 білий пішак · c2 білий пішак · d2 білий пішак · e2 білий пішак · f2 білий пішак · g2 білий пішак · h2 білий пішак · a1 білий пішак · b1 білий пішак · c1 білий пішак · d1 білий пішак · e1 білий пішак · f1 білий пішак · g1 білий пішак · h1 білий пішак | a8 чорна тура · b8 чорний кінь · c8 чорний слон · d8 чорний ферзь · e8 чорний король · f8 чорний слон · g8 чорний кінь · h8 чорна тура · a7 чорний пішак · b7 чорний пішак · c7 чорний пішак · d7 чорний пішак · e7 чорний пішак · f7 чорний пішак · g7 чорний пішак · h7 чорний пішак · a4 білий пішак · b4 білий пішак · c4 білий пішак · d4 білий пішак · e4 білий пішак · f4 білий пішак · g4 білий пішак · h4 білий пішак · a3 білий пішак · b3 білий пішак · c3 білий пішак · d3 білий пішак · e3 білий пішак · f3 білий пішак · g3 білий пішак · h3 білий пішак · a2 білий пішак · b2 білий пішак · c2 білий пішак · d2 білий пішак · e2 білий пішак · f2 білий пішак · g2 білий пішак · h2 білий пішак · a1 білий пішак · b1 білий пішак · c1 білий пішак · d1 білий пішак · e1 білий пішак · f1 білий пішак · g1 білий пішак · h1 білий пішак | a8 чорна тура · b8 чорний кінь · c8 чорний слон · d8 чорний ферзь · e8 чорний король · f8 чорний слон · g8 чорний кінь · h8 чорна тура · a7 чорний пішак · b7 чорний пішак · c7 чорний пішак · d7 чорний пішак · e7 чорний пішак · f7 чорний пішак · g7 чорний пішак · h7 чорний пішак · a4 білий пішак · b4 білий пішак · c4 білий пішак · d4 білий пішак · e4 білий пішак · f4 білий пішак · g4 білий пішак · h4 білий пішак · a3 білий пішак · b3 білий пішак · c3 білий пішак · d3 білий пішак · e3 білий пішак · f3 білий пішак · g3 білий пішак · h3 білий пішак · a2 білий пішак · b2 білий пішак · c2 білий пішак · d2 білий пішак · e2 білий пішак · f2 білий пішак · g2 білий пішак · h2 білий пішак · a1 білий пішак · b1 білий пішак · c1 білий пішак · d1 білий пішак · e1 білий пішак · f1 білий пішак · g1 білий пішак · h1 білий пішак | a8 чорна тура · b8 чорний кінь · c8 чорний слон · d8 чорний ферзь · e8 чорний король · f8 чорний слон · g8 чорний кінь · h8 чорна тура · a7 чорний пішак · b7 чорний пішак · c7 чорний пішак · d7 чорний пішак · e7 чорний пішак · f7 чорний пішак · g7 чорний пішак · h7 чорний пішак · a4 білий пішак · b4 білий пішак · c4 білий пішак · d4 білий пішак · e4 білий пішак · f4 білий пішак · g4 білий пішак · h4 білий пішак · a3 білий пішак · b3 білий пішак · c3 білий пішак · d3 білий пішак · e3 білий пішак · f3 білий пішак · g3 білий пішак · h3 білий пішак · a2 білий пішак · b2 білий пішак · c2 білий пішак · d2 білий пішак · e2 білий пішак · f2 білий пішак · g2 білий пішак · h2 білий пішак · a1 білий пішак · b1 білий пішак · c1 білий пішак · d1 білий пішак · e1 білий пішак · f1 білий пішак · g1 білий пішак · h1 білий пішак | 4 |
| 3 | a8 чорна тура · b8 чорний кінь · c8 чорний слон · d8 чорний ферзь · e8 чорний король · f8 чорний слон · g8 чорний кінь · h8 чорна тура · a7 чорний пішак · b7 чорний пішак · c7 чорний пішак · d7 чорний пішак · e7 чорний пішак · f7 чорний пішак · g7 чорний пішак · h7 чорний пішак · a4 білий пішак · b4 білий пішак · c4 білий пішак · d4 білий пішак · e4 білий пішак · f4 білий пішак · g4 білий пішак · h4 білий пішак · a3 білий пішак · b3 білий пішак · c3 білий пішак · d3 білий пішак · e3 білий пішак · f3 білий пішак · g3 білий пішак · h3 білий пішак · a2 білий пішак · b2 білий пішак · c2 білий пішак · d2 білий пішак · e2 білий пішак · f2 білий пішак · g2 білий пішак · h2 білий пішак · a1 білий пішак · b1 білий пішак · c1 білий пішак · d1 білий пішак · e1 білий пішак · f1 білий пішак · g1 білий пішак · h1 білий пішак | a8 чорна тура · b8 чорний кінь · c8 чорний слон · d8 чорний ферзь · e8 чорний король · f8 чорний слон · g8 чорний кінь · h8 чорна тура · a7 чорний пішак · b7 чорний пішак · c7 чорний пішак · d7 чорний пішак · e7 чорний пішак · f7 чорний пішак · g7 чорний пішак · h7 чорний пішак · a4 білий пішак · b4 білий пішак · c4 білий пішак · d4 білий пішак · e4 білий пішак · f4 білий пішак · g4 білий пішак · h4 білий пішак · a3 білий пішак · b3 білий пішак · c3 білий пішак · d3 білий пішак · e3 білий пішак · f3 білий пішак · g3 білий пішак · h3 білий пішак · a2 білий пішак · b2 білий пішак · c2 білий пішак · d2 білий пішак · e2 білий пішак · f2 білий пішак · g2 білий пішак · h2 білий пішак · a1 білий пішак · b1 білий пішак · c1 білий пішак · d1 білий пішак · e1 білий пішак · f1 білий пішак · g1 білий пішак · h1 білий пішак | a8 чорна тура · b8 чорний кінь · c8 чорний слон · d8 чорний ферзь · e8 чорний король · f8 чорний слон · g8 чорний кінь · h8 чорна тура · a7 чорний пішак · b7 чорний пішак · c7 чорний пішак · d7 чорний пішак · e7 чорний пішак · f7 чорний пішак · g7 чорний пішак · h7 чорний пішак · a4 білий пішак · b4 білий пішак · c4 білий пішак · d4 білий пішак · e4 білий пішак · f4 білий пішак · g4 білий пішак · h4 білий пішак · a3 білий пішак · b3 білий пішак · c3 білий пішак · d3 білий пішак · e3 білий пішак · f3 білий пішак · g3 білий пішак · h3 білий пішак · a2 білий пішак · b2 білий пішак · c2 білий пішак · d2 білий пішак · e2 білий пішак · f2 білий пішак · g2 білий пішак · h2 білий пішак · a1 білий пішак · b1 білий пішак · c1 білий пішак · d1 білий пішак · e1 білий пішак · f1 білий пішак · g1 білий пішак · h1 білий пішак | a8 чорна тура · b8 чорний кінь · c8 чорний слон · d8 чорний ферзь · e8 чорний король · f8 чорний слон · g8 чорний кінь · h8 чорна тура · a7 чорний пішак · b7 чорний пішак · c7 чорний пішак · d7 чорний пішак · e7 чорний пішак · f7 чорний пішак · g7 чорний пішак · h7 чорний пішак · a4 білий пішак · b4 білий пішак · c4 білий пішак · d4 білий пішак · e4 білий пішак · f4 білий пішак · g4 білий пішак · h4 білий пішак · a3 білий пішак · b3 білий пішак · c3 білий пішак · d3 білий пішак · e3 білий пішак · f3 білий пішак · g3 білий пішак · h3 білий пішак · a2 білий пішак · b2 білий пішак · c2 білий пішак · d2 білий пішак · e2 білий пішак · f2 білий пішак · g2 білий пішак · h2 білий пішак · a1 білий пішак · b1 білий пішак · c1 білий пішак · d1 білий пішак · e1 білий пішак · f1 білий пішак · g1 білий пішак · h1 білий пішак | a8 чорна тура · b8 чорний кінь · c8 чорний слон · d8 чорний ферзь · e8 чорний король · f8 чорний слон · g8 чорний кінь · h8 чорна тура · a7 чорний пішак · b7 чорний пішак · c7 чорний пішак · d7 чорний пішак · e7 чорний пішак · f7 чорний пішак · g7 чорний пішак · h7 чорний пішак · a4 білий пішак · b4 білий пішак · c4 білий пішак · d4 білий пішак · e4 білий пішак · f4 білий пішак · g4 білий пішак · h4 білий пішак · a3 білий пішак · b3 білий пішак · c3 білий пішак · d3 білий пішак · e3 білий пішак · f3 білий пішак · g3 білий пішак · h3 білий пішак · a2 білий пішак · b2 білий пішак · c2 білий пішак · d2 білий пішак · e2 білий пішак · f2 білий пішак · g2 білий пішак · h2 білий пішак · a1 білий пішак · b1 білий пішак · c1 білий пішак · d1 білий пішак · e1 білий пішак · f1 білий пішак · g1 білий пішак · h1 білий пішак | a8 чорна тура · b8 чорний кінь · c8 чорний слон · d8 чорний ферзь · e8 чорний король · f8 чорний слон · g8 чорний кінь · h8 чорна тура · a7 чорний пішак · b7 чорний пішак · c7 чорний пішак · d7 чорний пішак · e7 чорний пішак · f7 чорний пішак · g7 чорний пішак · h7 чорний пішак · a4 білий пішак · b4 білий пішак · c4 білий пішак · d4 білий пішак · e4 білий пішак · f4 білий пішак · g4 білий пішак · h4 білий пішак · a3 білий пішак · b3 білий пішак · c3 білий пішак · d3 білий пішак · e3 білий пішак · f3 білий пішак · g3 білий пішак · h3 білий пішак · a2 білий пішак · b2 білий пішак · c2 білий пішак · d2 білий пішак · e2 білий пішак · f2 білий пішак · g2 білий пішак · h2 білий пішак · a1 білий пішак · b1 білий пішак · c1 білий пішак · d1 білий пішак · e1 білий пішак · f1 білий пішак · g1 білий пішак · h1 білий пішак | a8 чорна тура · b8 чорний кінь · c8 чорний слон · d8 чорний ферзь · e8 чорний король · f8 чорний слон · g8 чорний кінь · h8 чорна тура · a7 чорний пішак · b7 чорний пішак · c7 чорний пішак · d7 чорний пішак · e7 чорний пішак · f7 чорний пішак · g7 чорний пішак · h7 чорний пішак · a4 білий пішак · b4 білий пішак · c4 білий пішак · d4 білий пішак · e4 білий пішак · f4 білий пішак · g4 білий пішак · h4 білий пішак · a3 білий пішак · b3 білий пішак · c3 білий пішак · d3 білий пішак · e3 білий пішак · f3 білий пішак · g3 білий пішак · h3 білий пішак · a2 білий пішак · b2 білий пішак · c2 білий пішак · d2 білий пішак · e2 білий пішак · f2 білий пішак · g2 білий пішак · h2 білий пішак · a1 білий пішак · b1 білий пішак · c1 білий пішак · d1 білий пішак · e1 білий пішак · f1 білий пішак · g1 білий пішак · h1 білий пішак | a8 чорна тура · b8 чорний кінь · c8 чорний слон · d8 чорний ферзь · e8 чорний король · f8 чорний слон · g8 чорний кінь · h8 чорна тура · a7 чорний пішак · b7 чорний пішак · c7 чорний пішак · d7 чорний пішак · e7 чорний пішак · f7 чорний пішак · g7 чорний пішак · h7 чорний пішак · a4 білий пішак · b4 білий пішак · c4 білий пішак · d4 білий пішак · e4 білий пішак · f4 білий пішак · g4 білий пішак · h4 білий пішак · a3 білий пішак · b3 білий пішак · c3 білий пішак · d3 білий пішак · e3 білий пішак · f3 білий пішак · g3 білий пішак · h3 білий пішак · a2 білий пішак · b2 білий пішак · c2 білий пішак · d2 білий пішак · e2 білий пішак · f2 білий пішак · g2 білий пішак · h2 білий пішак · a1 білий пішак · b1 білий пішак · c1 білий пішак · d1 білий пішак · e1 білий пішак · f1 білий пішак · g1 білий пішак · h1 білий пішак | 3 |
| 2 | a8 чорна тура · b8 чорний кінь · c8 чорний слон · d8 чорний ферзь · e8 чорний король · f8 чорний слон · g8 чорний кінь · h8 чорна тура · a7 чорний пішак · b7 чорний пішак · c7 чорний пішак · d7 чорний пішак · e7 чорний пішак · f7 чорний пішак · g7 чорний пішак · h7 чорний пішак · a4 білий пішак · b4 білий пішак · c4 білий пішак · d4 білий пішак · e4 білий пішак · f4 білий пішак · g4 білий пішак · h4 білий пішак · a3 білий пішак · b3 білий пішак · c3 білий пішак · d3 білий пішак · e3 білий пішак · f3 білий пішак · g3 білий пішак · h3 білий пішак · a2 білий пішак · b2 білий пішак · c2 білий пішак · d2 білий пішак · e2 білий пішак · f2 білий пішак · g2 білий пішак · h2 білий пішак · a1 білий пішак · b1 білий пішак · c1 білий пішак · d1 білий пішак · e1 білий пішак · f1 білий пішак · g1 білий пішак · h1 білий пішак | a8 чорна тура · b8 чорний кінь · c8 чорний слон · d8 чорний ферзь · e8 чорний король · f8 чорний слон · g8 чорний кінь · h8 чорна тура · a7 чорний пішак · b7 чорний пішак · c7 чорний пішак · d7 чорний пішак · e7 чорний пішак · f7 чорний пішак · g7 чорний пішак · h7 чорний пішак · a4 білий пішак · b4 білий пішак · c4 білий пішак · d4 білий пішак · e4 білий пішак · f4 білий пішак · g4 білий пішак · h4 білий пішак · a3 білий пішак · b3 білий пішак · c3 білий пішак · d3 білий пішак · e3 білий пішак · f3 білий пішак · g3 білий пішак · h3 білий пішак · a2 білий пішак · b2 білий пішак · c2 білий пішак · d2 білий пішак · e2 білий пішак · f2 білий пішак · g2 білий пішак · h2 білий пішак · a1 білий пішак · b1 білий пішак · c1 білий пішак · d1 білий пішак · e1 білий пішак · f1 білий пішак · g1 білий пішак · h1 білий пішак | a8 чорна тура · b8 чорний кінь · c8 чорний слон · d8 чорний ферзь · e8 чорний король · f8 чорний слон · g8 чорний кінь · h8 чорна тура · a7 чорний пішак · b7 чорний пішак · c7 чорний пішак · d7 чорний пішак · e7 чорний пішак · f7 чорний пішак · g7 чорний пішак · h7 чорний пішак · a4 білий пішак · b4 білий пішак · c4 білий пішак · d4 білий пішак · e4 білий пішак · f4 білий пішак · g4 білий пішак · h4 білий пішак · a3 білий пішак · b3 білий пішак · c3 білий пішак · d3 білий пішак · e3 білий пішак · f3 білий пішак · g3 білий пішак · h3 білий пішак · a2 білий пішак · b2 білий пішак · c2 білий пішак · d2 білий пішак · e2 білий пішак · f2 білий пішак · g2 білий пішак · h2 білий пішак · a1 білий пішак · b1 білий пішак · c1 білий пішак · d1 білий пішак · e1 білий пішак · f1 білий пішак · g1 білий пішак · h1 білий пішак | a8 чорна тура · b8 чорний кінь · c8 чорний слон · d8 чорний ферзь · e8 чорний король · f8 чорний слон · g8 чорний кінь · h8 чорна тура · a7 чорний пішак · b7 чорний пішак · c7 чорний пішак · d7 чорний пішак · e7 чорний пішак · f7 чорний пішак · g7 чорний пішак · h7 чорний пішак · a4 білий пішак · b4 білий пішак · c4 білий пішак · d4 білий пішак · e4 білий пішак · f4 білий пішак · g4 білий пішак · h4 білий пішак · a3 білий пішак · b3 білий пішак · c3 білий пішак · d3 білий пішак · e3 білий пішак · f3 білий пішак · g3 білий пішак · h3 білий пішак · a2 білий пішак · b2 білий пішак · c2 білий пішак · d2 білий пішак · e2 білий пішак · f2 білий пішак · g2 білий пішак · h2 білий пішак · a1 білий пішак · b1 білий пішак · c1 білий пішак · d1 білий пішак · e1 білий пішак · f1 білий пішак · g1 білий пішак · h1 білий пішак | a8 чорна тура · b8 чорний кінь · c8 чорний слон · d8 чорний ферзь · e8 чорний король · f8 чорний слон · g8 чорний кінь · h8 чорна тура · a7 чорний пішак · b7 чорний пішак · c7 чорний пішак · d7 чорний пішак · e7 чорний пішак · f7 чорний пішак · g7 чорний пішак · h7 чорний пішак · a4 білий пішак · b4 білий пішак · c4 білий пішак · d4 білий пішак · e4 білий пішак · f4 білий пішак · g4 білий пішак · h4 білий пішак · a3 білий пішак · b3 білий пішак · c3 білий пішак · d3 білий пішак · e3 білий пішак · f3 білий пішак · g3 білий пішак · h3 білий пішак · a2 білий пішак · b2 білий пішак · c2 білий пішак · d2 білий пішак · e2 білий пішак · f2 білий пішак · g2 білий пішак · h2 білий пішак · a1 білий пішак · b1 білий пішак · c1 білий пішак · d1 білий пішак · e1 білий пішак · f1 білий пішак · g1 білий пішак · h1 білий пішак | a8 чорна тура · b8 чорний кінь · c8 чорний слон · d8 чорний ферзь · e8 чорний король · f8 чорний слон · g8 чорний кінь · h8 чорна тура · a7 чорний пішак · b7 чорний пішак · c7 чорний пішак · d7 чорний пішак · e7 чорний пішак · f7 чорний пішак · g7 чорний пішак · h7 чорний пішак · a4 білий пішак · b4 білий пішак · c4 білий пішак · d4 білий пішак · e4 білий пішак · f4 білий пішак · g4 білий пішак · h4 білий пішак · a3 білий пішак · b3 білий пішак · c3 білий пішак · d3 білий пішак · e3 білий пішак · f3 білий пішак · g3 білий пішак · h3 білий пішак · a2 білий пішак · b2 білий пішак · c2 білий пішак · d2 білий пішак · e2 білий пішак · f2 білий пішак · g2 білий пішак · h2 білий пішак · a1 білий пішак · b1 білий пішак · c1 білий пішак · d1 білий пішак · e1 білий пішак · f1 білий пішак · g1 білий пішак · h1 білий пішак | a8 чорна тура · b8 чорний кінь · c8 чорний слон · d8 чорний ферзь · e8 чорний король · f8 чорний слон · g8 чорний кінь · h8 чорна тура · a7 чорний пішак · b7 чорний пішак · c7 чорний пішак · d7 чорний пішак · e7 чорний пішак · f7 чорний пішак · g7 чорний пішак · h7 чорний пішак · a4 білий пішак · b4 білий пішак · c4 білий пішак · d4 білий пішак · e4 білий пішак · f4 білий пішак · g4 білий пішак · h4 білий пішак · a3 білий пішак · b3 білий пішак · c3 білий пішак · d3 білий пішак · e3 білий пішак · f3 білий пішак · g3 білий пішак · h3 білий пішак · a2 білий пішак · b2 білий пішак · c2 білий пішак · d2 білий пішак · e2 білий пішак · f2 білий пішак · g2 білий пішак · h2 білий пішак · a1 білий пішак · b1 білий пішак · c1 білий пішак · d1 білий пішак · e1 білий пішак · f1 білий пішак · g1 білий пішак · h1 білий пішак | a8 чорна тура · b8 чорний кінь · c8 чорний слон · d8 чорний ферзь · e8 чорний король · f8 чорний слон · g8 чорний кінь · h8 чорна тура · a7 чорний пішак · b7 чорний пішак · c7 чорний пішак · d7 чорний пішак · e7 чорний пішак · f7 чорний пішак · g7 чорний пішак · h7 чорний пішак · a4 білий пішак · b4 білий пішак · c4 білий пішак · d4 білий пішак · e4 білий пішак · f4 білий пішак · g4 білий пішак · h4 білий пішак · a3 білий пішак · b3 білий пішак · c3 білий пішак · d3 білий пішак · e3 білий пішак · f3 білий пішак · g3 білий пішак · h3 білий пішак · a2 білий пішак · b2 білий пішак · c2 білий пішак · d2 білий пішак · e2 білий пішак · f2 білий пішак · g2 білий пішак · h2 білий пішак · a1 білий пішак · b1 білий пішак · c1 білий пішак · d1 білий пішак · e1 білий пішак · f1 білий пішак · g1 білий пішак · h1 білий пішак | 2 |
| 1 | a8 чорна тура · b8 чорний кінь · c8 чорний слон · d8 чорний ферзь · e8 чорний король · f8 чорний слон · g8 чорний кінь · h8 чорна тура · a7 чорний пішак · b7 чорний пішак · c7 чорний пішак · d7 чорний пішак · e7 чорний пішак · f7 чорний пішак · g7 чорний пішак · h7 чорний пішак · a4 білий пішак · b4 білий пішак · c4 білий пішак · d4 білий пішак · e4 білий пішак · f4 білий пішак · g4 білий пішак · h4 білий пішак · a3 білий пішак · b3 білий пішак · c3 білий пішак · d3 білий пішак · e3 білий пішак · f3 білий пішак · g3 білий пішак · h3 білий пішак · a2 білий пішак · b2 білий пішак · c2 білий пішак · d2 білий пішак · e2 білий пішак · f2 білий пішак · g2 білий пішак · h2 білий пішак · a1 білий пішак · b1 білий пішак · c1 білий пішак · d1 білий пішак · e1 білий пішак · f1 білий пішак · g1 білий пішак · h1 білий пішак | a8 чорна тура · b8 чорний кінь · c8 чорний слон · d8 чорний ферзь · e8 чорний король · f8 чорний слон · g8 чорний кінь · h8 чорна тура · a7 чорний пішак · b7 чорний пішак · c7 чорний пішак · d7 чорний пішак · e7 чорний пішак · f7 чорний пішак · g7 чорний пішак · h7 чорний пішак · a4 білий пішак · b4 білий пішак · c4 білий пішак · d4 білий пішак · e4 білий пішак · f4 білий пішак · g4 білий пішак · h4 білий пішак · a3 білий пішак · b3 білий пішак · c3 білий пішак · d3 білий пішак · e3 білий пішак · f3 білий пішак · g3 білий пішак · h3 білий пішак · a2 білий пішак · b2 білий пішак · c2 білий пішак · d2 білий пішак · e2 білий пішак · f2 білий пішак · g2 білий пішак · h2 білий пішак · a1 білий пішак · b1 білий пішак · c1 білий пішак · d1 білий пішак · e1 білий пішак · f1 білий пішак · g1 білий пішак · h1 білий пішак | a8 чорна тура · b8 чорний кінь · c8 чорний слон · d8 чорний ферзь · e8 чорний король · f8 чорний слон · g8 чорний кінь · h8 чорна тура · a7 чорний пішак · b7 чорний пішак · c7 чорний пішак · d7 чорний пішак · e7 чорний пішак · f7 чорний пішак · g7 чорний пішак · h7 чорний пішак · a4 білий пішак · b4 білий пішак · c4 білий пішак · d4 білий пішак · e4 білий пішак · f4 білий пішак · g4 білий пішак · h4 білий пішак · a3 білий пішак · b3 білий пішак · c3 білий пішак · d3 білий пішак · e3 білий пішак · f3 білий пішак · g3 білий пішак · h3 білий пішак · a2 білий пішак · b2 білий пішак · c2 білий пішак · d2 білий пішак · e2 білий пішак · f2 білий пішак · g2 білий пішак · h2 білий пішак · a1 білий пішак · b1 білий пішак · c1 білий пішак · d1 білий пішак · e1 білий пішак · f1 білий пішак · g1 білий пішак · h1 білий пішак | a8 чорна тура · b8 чорний кінь · c8 чорний слон · d8 чорний ферзь · e8 чорний король · f8 чорний слон · g8 чорний кінь · h8 чорна тура · a7 чорний пішак · b7 чорний пішак · c7 чорний пішак · d7 чорний пішак · e7 чорний пішак · f7 чорний пішак · g7 чорний пішак · h7 чорний пішак · a4 білий пішак · b4 білий пішак · c4 білий пішак · d4 білий пішак · e4 білий пішак · f4 білий пішак · g4 білий пішак · h4 білий пішак · a3 білий пішак · b3 білий пішак · c3 білий пішак · d3 білий пішак · e3 білий пішак · f3 білий пішак · g3 білий пішак · h3 білий пішак · a2 білий пішак · b2 білий пішак · c2 білий пішак · d2 білий пішак · e2 білий пішак · f2 білий пішак · g2 білий пішак · h2 білий пішак · a1 білий пішак · b1 білий пішак · c1 білий пішак · d1 білий пішак · e1 білий пішак · f1 білий пішак · g1 білий пішак · h1 білий пішак | a8 чорна тура · b8 чорний кінь · c8 чорний слон · d8 чорний ферзь · e8 чорний король · f8 чорний слон · g8 чорний кінь · h8 чорна тура · a7 чорний пішак · b7 чорний пішак · c7 чорний пішак · d7 чорний пішак · e7 чорний пішак · f7 чорний пішак · g7 чорний пішак · h7 чорний пішак · a4 білий пішак · b4 білий пішак · c4 білий пішак · d4 білий пішак · e4 білий пішак · f4 білий пішак · g4 білий пішак · h4 білий пішак · a3 білий пішак · b3 білий пішак · c3 білий пішак · d3 білий пішак · e3 білий пішак · f3 білий пішак · g3 білий пішак · h3 білий пішак · a2 білий пішак · b2 білий пішак · c2 білий пішак · d2 білий пішак · e2 білий пішак · f2 білий пішак · g2 білий пішак · h2 білий пішак · a1 білий пішак · b1 білий пішак · c1 білий пішак · d1 білий пішак · e1 білий пішак · f1 білий пішак · g1 білий пішак · h1 білий пішак | a8 чорна тура · b8 чорний кінь · c8 чорний слон · d8 чорний ферзь · e8 чорний король · f8 чорний слон · g8 чорний кінь · h8 чорна тура · a7 чорний пішак · b7 чорний пішак · c7 чорний пішак · d7 чорний пішак · e7 чорний пішак · f7 чорний пішак · g7 чорний пішак · h7 чорний пішак · a4 білий пішак · b4 білий пішак · c4 білий пішак · d4 білий пішак · e4 білий пішак · f4 білий пішак · g4 білий пішак · h4 білий пішак · a3 білий пішак · b3 білий пішак · c3 білий пішак · d3 білий пішак · e3 білий пішак · f3 білий пішак · g3 білий пішак · h3 білий пішак · a2 білий пішак · b2 білий пішак · c2 білий пішак · d2 білий пішак · e2 білий пішак · f2 білий пішак · g2 білий пішак · h2 білий пішак · a1 білий пішак · b1 білий пішак · c1 білий пішак · d1 білий пішак · e1 білий пішак · f1 білий пішак · g1 білий пішак · h1 білий пішак | a8 чорна тура · b8 чорний кінь · c8 чорний слон · d8 чорний ферзь · e8 чорний король · f8 чорний слон · g8 чорний кінь · h8 чорна тура · a7 чорний пішак · b7 чорний пішак · c7 чорний пішак · d7 чорний пішак · e7 чорний пішак · f7 чорний пішак · g7 чорний пішак · h7 чорний пішак · a4 білий пішак · b4 білий пішак · c4 білий пішак · d4 білий пішак · e4 білий пішак · f4 білий пішак · g4 білий пішак · h4 білий пішак · a3 білий пішак · b3 білий пішак · c3 білий пішак · d3 білий пішак · e3 білий пішак · f3 білий пішак · g3 білий пішак · h3 білий пішак · a2 білий пішак · b2 білий пішак · c2 білий пішак · d2 білий пішак · e2 білий пішак · f2 білий пішак · g2 білий пішак · h2 білий пішак · a1 білий пішак · b1 білий пішак · c1 білий пішак · d1 білий пішак · e1 білий пішак · f1 білий пішак · g1 білий пішак · h1 білий пішак | a8 чорна тура · b8 чорний кінь · c8 чорний слон · d8 чорний ферзь · e8 чорний король · f8 чорний слон · g8 чорний кінь · h8 чорна тура · a7 чорний пішак · b7 чорний пішак · c7 чорний пішак · d7 чорний пішак · e7 чорний пішак · f7 чорний пішак · g7 чорний пішак · h7 чорний пішак · a4 білий пішак · b4 білий пішак · c4 білий пішак · d4 білий пішак · e4 білий пішак · f4 білий пішак · g4 білий пішак · h4 білий пішак · a3 білий пішак · b3 білий пішак · c3 білий пішак · d3 білий пішак · e3 білий пішак · f3 білий пішак · g3 білий пішак · h3 білий пішак · a2 білий пішак · b2 білий пішак · c2 білий пішак · d2 білий пішак · e2 білий пішак · f2 білий пішак · g2 білий пішак · h2 білий пішак · a1 білий пішак · b1 білий пішак · c1 білий пішак · d1 білий пішак · e1 білий пішак · f1 білий пішак · g1 білий пішак · h1 білий пішак | 1 |
|   | a | b | c | d | e | f | g | h |   |

Шахи Дансені (англ. Dunsany's chess), також відома як гра Дансені, є асиметричним варіантом шахів, в якій один гравець має стандартні шахові фігури, а інший — 32 пішаки. На відміну від багатьох варіантів шахів, в ньому немає жодної казкової фігури, лише ті, які наявні в звичайних шахах. Цю гру винайшов Едвард Планкетт, 18-й барон Дансені 1942 року. Ще одна подібна гра має назву ордові шахи.

## Правила
Мета гри:
- Гравець зі стандартними фігурами виграє, якщо він зможе побити всі 32 пішаки до того, як в них вичерпані легальні ходи.
- Гравець з пішаками виграє, якщо він ставить мат королю супротивника.
- Пішаки можуть також здобути нічию, якщо в них вичерпані легальні ходи.

Фігури ходять так само, як і у звичайних шахах, за винятком того, що  лише чорні пішаки можуть ходити вперед на дві клітини під час їхнього першого ходу.

## Варіації
|   | a | b | c | d | e | f | g | h |   |
| 8 | a8 чорний пішак · b8 чорний пішак · c8 чорний пішак · f8 чорний пішак · g8 чорний пішак · h8 чорний пішак · a7 чорний пішак · b7 чорний пішак · c7 чорний пішак · d7 чорний пішак · e7 чорний пішак · f7 чорний пішак · g7 чорний пішак · h7 чорний пішак · a6 чорний пішак · b6 чорний пішак · c6 чорний пішак · d6 чорний пішак · e6 чорний пішак · f6 чорний пішак · g6 чорний пішак · h6 чорний пішак · a5 чорний пішак · b5 чорний пішак · c5 чорний пішак · d5 чорний пішак · e5 чорний пішак · f5 чорний пішак · g5 чорний пішак · h5 чорний пішак · d4 чорний пішак · e4 чорний пішак · a2 білий пішак · b2 білий пішак · c2 білий пішак · d2 білий пішак · e2 білий пішак · f2 білий пішак · g2 білий пішак · h2 білий пішак · a1 біла тура · b1 білий кінь · c1 білий слон · d1 білий ферзь · e1 білий король · f1 білий слон · g1 білий кінь · h1 біла тура | a8 чорний пішак · b8 чорний пішак · c8 чорний пішак · f8 чорний пішак · g8 чорний пішак · h8 чорний пішак · a7 чорний пішак · b7 чорний пішак · c7 чорний пішак · d7 чорний пішак · e7 чорний пішак · f7 чорний пішак · g7 чорний пішак · h7 чорний пішак · a6 чорний пішак · b6 чорний пішак · c6 чорний пішак · d6 чорний пішак · e6 чорний пішак · f6 чорний пішак · g6 чорний пішак · h6 чорний пішак · a5 чорний пішак · b5 чорний пішак · c5 чорний пішак · d5 чорний пішак · e5 чорний пішак · f5 чорний пішак · g5 чорний пішак · h5 чорний пішак · d4 чорний пішак · e4 чорний пішак · a2 білий пішак · b2 білий пішак · c2 білий пішак · d2 білий пішак · e2 білий пішак · f2 білий пішак · g2 білий пішак · h2 білий пішак · a1 біла тура · b1 білий кінь · c1 білий слон · d1 білий ферзь · e1 білий король · f1 білий слон · g1 білий кінь · h1 біла тура | a8 чорний пішак · b8 чорний пішак · c8 чорний пішак · f8 чорний пішак · g8 чорний пішак · h8 чорний пішак · a7 чорний пішак · b7 чорний пішак · c7 чорний пішак · d7 чорний пішак · e7 чорний пішак · f7 чорний пішак · g7 чорний пішак · h7 чорний пішак · a6 чорний пішак · b6 чорний пішак · c6 чорний пішак · d6 чорний пішак · e6 чорний пішак · f6 чорний пішак · g6 чорний пішак · h6 чорний пішак · a5 чорний пішак · b5 чорний пішак · c5 чорний пішак · d5 чорний пішак · e5 чорний пішак · f5 чорний пішак · g5 чорний пішак · h5 чорний пішак · d4 чорний пішак · e4 чорний пішак · a2 білий пішак · b2 білий пішак · c2 білий пішак · d2 білий пішак · e2 білий пішак · f2 білий пішак · g2 білий пішак · h2 білий пішак · a1 біла тура · b1 білий кінь · c1 білий слон · d1 білий ферзь · e1 білий король · f1 білий слон · g1 білий кінь · h1 біла тура | a8 чорний пішак · b8 чорний пішак · c8 чорний пішак · f8 чорний пішак · g8 чорний пішак · h8 чорний пішак · a7 чорний пішак · b7 чорний пішак · c7 чорний пішак · d7 чорний пішак · e7 чорний пішак · f7 чорний пішак · g7 чорний пішак · h7 чорний пішак · a6 чорний пішак · b6 чорний пішак · c6 чорний пішак · d6 чорний пішак · e6 чорний пішак · f6 чорний пішак · g6 чорний пішак · h6 чорний пішак · a5 чорний пішак · b5 чорний пішак · c5 чорний пішак · d5 чорний пішак · e5 чорний пішак · f5 чорний пішак · g5 чорний пішак · h5 чорний пішак · d4 чорний пішак · e4 чорний пішак · a2 білий пішак · b2 білий пішак · c2 білий пішак · d2 білий пішак · e2 білий пішак · f2 білий пішак · g2 білий пішак · h2 білий пішак · a1 біла тура · b1 білий кінь · c1 білий слон · d1 білий ферзь · e1 білий король · f1 білий слон · g1 білий кінь · h1 біла тура | a8 чорний пішак · b8 чорний пішак · c8 чорний пішак · f8 чорний пішак · g8 чорний пішак · h8 чорний пішак · a7 чорний пішак · b7 чорний пішак · c7 чорний пішак · d7 чорний пішак · e7 чорний пішак · f7 чорний пішак · g7 чорний пішак · h7 чорний пішак · a6 чорний пішак · b6 чорний пішак · c6 чорний пішак · d6 чорний пішак · e6 чорний пішак · f6 чорний пішак · g6 чорний пішак · h6 чорний пішак · a5 чорний пішак · b5 чорний пішак · c5 чорний пішак · d5 чорний пішак · e5 чорний пішак · f5 чорний пішак · g5 чорний пішак · h5 чорний пішак · d4 чорний пішак · e4 чорний пішак · a2 білий пішак · b2 білий пішак · c2 білий пішак · d2 білий пішак · e2 білий пішак · f2 білий пішак · g2 білий пішак · h2 білий пішак · a1 біла тура · b1 білий кінь · c1 білий слон · d1 білий ферзь · e1 білий король · f1 білий слон · g1 білий кінь · h1 біла тура | a8 чорний пішак · b8 чорний пішак · c8 чорний пішак · f8 чорний пішак · g8 чорний пішак · h8 чорний пішак · a7 чорний пішак · b7 чорний пішак · c7 чорний пішак · d7 чорний пішак · e7 чорний пішак · f7 чорний пішак · g7 чорний пішак · h7 чорний пішак · a6 чорний пішак · b6 чорний пішак · c6 чорний пішак · d6 чорний пішак · e6 чорний пішак · f6 чорний пішак · g6 чорний пішак · h6 чорний пішак · a5 чорний пішак · b5 чорний пішак · c5 чорний пішак · d5 чорний пішак · e5 чорний пішак · f5 чорний пішак · g5 чорний пішак · h5 чорний пішак · d4 чорний пішак · e4 чорний пішак · a2 білий пішак · b2 білий пішак · c2 білий пішак · d2 білий пішак · e2 білий пішак · f2 білий пішак · g2 білий пішак · h2 білий пішак · a1 біла тура · b1 білий кінь · c1 білий слон · d1 білий ферзь · e1 білий король · f1 білий слон · g1 білий кінь · h1 біла тура | a8 чорний пішак · b8 чорний пішак · c8 чорний пішак · f8 чорний пішак · g8 чорний пішак · h8 чорний пішак · a7 чорний пішак · b7 чорний пішак · c7 чорний пішак · d7 чорний пішак · e7 чорний пішак · f7 чорний пішак · g7 чорний пішак · h7 чорний пішак · a6 чорний пішак · b6 чорний пішак · c6 чорний пішак · d6 чорний пішак · e6 чорний пішак · f6 чорний пішак · g6 чорний пішак · h6 чорний пішак · a5 чорний пішак · b5 чорний пішак · c5 чорний пішак · d5 чорний пішак · e5 чорний пішак · f5 чорний пішак · g5 чорний пішак · h5 чорний пішак · d4 чорний пішак · e4 чорний пішак · a2 білий пішак · b2 білий пішак · c2 білий пішак · d2 білий пішак · e2 білий пішак · f2 білий пішак · g2 білий пішак · h2 білий пішак · a1 біла тура · b1 білий кінь · c1 білий слон · d1 білий ферзь · e1 білий король · f1 білий слон · g1 білий кінь · h1 біла тура | a8 чорний пішак · b8 чорний пішак · c8 чорний пішак · f8 чорний пішак · g8 чорний пішак · h8 чорний пішак · a7 чорний пішак · b7 чорний пішак · c7 чорний пішак · d7 чорний пішак · e7 чорний пішак · f7 чорний пішак · g7 чорний пішак · h7 чорний пішак · a6 чорний пішак · b6 чорний пішак · c6 чорний пішак · d6 чорний пішак · e6 чорний пішак · f6 чорний пішак · g6 чорний пішак · h6 чорний пішак · a5 чорний пішак · b5 чорний пішак · c5 чорний пішак · d5 чорний пішак · e5 чорний пішак · f5 чорний пішак · g5 чорний пішак · h5 чорний пішак · d4 чорний пішак · e4 чорний пішак · a2 білий пішак · b2 білий пішак · c2 білий пішак · d2 білий пішак · e2 білий пішак · f2 білий пішак · g2 білий пішак · h2 білий пішак · a1 біла тура · b1 білий кінь · c1 білий слон · d1 білий ферзь · e1 білий король · f1 білий слон · g1 білий кінь · h1 біла тура | 8 |
| 7 | a8 чорний пішак · b8 чорний пішак · c8 чорний пішак · f8 чорний пішак · g8 чорний пішак · h8 чорний пішак · a7 чорний пішак · b7 чорний пішак · c7 чорний пішак · d7 чорний пішак · e7 чорний пішак · f7 чорний пішак · g7 чорний пішак · h7 чорний пішак · a6 чорний пішак · b6 чорний пішак · c6 чорний пішак · d6 чорний пішак · e6 чорний пішак · f6 чорний пішак · g6 чорний пішак · h6 чорний пішак · a5 чорний пішак · b5 чорний пішак · c5 чорний пішак · d5 чорний пішак · e5 чорний пішак · f5 чорний пішак · g5 чорний пішак · h5 чорний пішак · d4 чорний пішак · e4 чорний пішак · a2 білий пішак · b2 білий пішак · c2 білий пішак · d2 білий пішак · e2 білий пішак · f2 білий пішак · g2 білий пішак · h2 білий пішак · a1 біла тура · b1 білий кінь · c1 білий слон · d1 білий ферзь · e1 білий король · f1 білий слон · g1 білий кінь · h1 біла тура | a8 чорний пішак · b8 чорний пішак · c8 чорний пішак · f8 чорний пішак · g8 чорний пішак · h8 чорний пішак · a7 чорний пішак · b7 чорний пішак · c7 чорний пішак · d7 чорний пішак · e7 чорний пішак · f7 чорний пішак · g7 чорний пішак · h7 чорний пішак · a6 чорний пішак · b6 чорний пішак · c6 чорний пішак · d6 чорний пішак · e6 чорний пішак · f6 чорний пішак · g6 чорний пішак · h6 чорний пішак · a5 чорний пішак · b5 чорний пішак · c5 чорний пішак · d5 чорний пішак · e5 чорний пішак · f5 чорний пішак · g5 чорний пішак · h5 чорний пішак · d4 чорний пішак · e4 чорний пішак · a2 білий пішак · b2 білий пішак · c2 білий пішак · d2 білий пішак · e2 білий пішак · f2 білий пішак · g2 білий пішак · h2 білий пішак · a1 біла тура · b1 білий кінь · c1 білий слон · d1 білий ферзь · e1 білий король · f1 білий слон · g1 білий кінь · h1 біла тура | a8 чорний пішак · b8 чорний пішак · c8 чорний пішак · f8 чорний пішак · g8 чорний пішак · h8 чорний пішак · a7 чорний пішак · b7 чорний пішак · c7 чорний пішак · d7 чорний пішак · e7 чорний пішак · f7 чорний пішак · g7 чорний пішак · h7 чорний пішак · a6 чорний пішак · b6 чорний пішак · c6 чорний пішак · d6 чорний пішак · e6 чорний пішак · f6 чорний пішак · g6 чорний пішак · h6 чорний пішак · a5 чорний пішак · b5 чорний пішак · c5 чорний пішак · d5 чорний пішак · e5 чорний пішак · f5 чорний пішак · g5 чорний пішак · h5 чорний пішак · d4 чорний пішак · e4 чорний пішак · a2 білий пішак · b2 білий пішак · c2 білий пішак · d2 білий пішак · e2 білий пішак · f2 білий пішак · g2 білий пішак · h2 білий пішак · a1 біла тура · b1 білий кінь · c1 білий слон · d1 білий ферзь · e1 білий король · f1 білий слон · g1 білий кінь · h1 біла тура | a8 чорний пішак · b8 чорний пішак · c8 чорний пішак · f8 чорний пішак · g8 чорний пішак · h8 чорний пішак · a7 чорний пішак · b7 чорний пішак · c7 чорний пішак · d7 чорний пішак · e7 чорний пішак · f7 чорний пішак · g7 чорний пішак · h7 чорний пішак · a6 чорний пішак · b6 чорний пішак · c6 чорний пішак · d6 чорний пішак · e6 чорний пішак · f6 чорний пішак · g6 чорний пішак · h6 чорний пішак · a5 чорний пішак · b5 чорний пішак · c5 чорний пішак · d5 чорний пішак · e5 чорний пішак · f5 чорний пішак · g5 чорний пішак · h5 чорний пішак · d4 чорний пішак · e4 чорний пішак · a2 білий пішак · b2 білий пішак · c2 білий пішак · d2 білий пішак · e2 білий пішак · f2 білий пішак · g2 білий пішак · h2 білий пішак · a1 біла тура · b1 білий кінь · c1 білий слон · d1 білий ферзь · e1 білий король · f1 білий слон · g1 білий кінь · h1 біла тура | a8 чорний пішак · b8 чорний пішак · c8 чорний пішак · f8 чорний пішак · g8 чорний пішак · h8 чорний пішак · a7 чорний пішак · b7 чорний пішак · c7 чорний пішак · d7 чорний пішак · e7 чорний пішак · f7 чорний пішак · g7 чорний пішак · h7 чорний пішак · a6 чорний пішак · b6 чорний пішак · c6 чорний пішак · d6 чорний пішак · e6 чорний пішак · f6 чорний пішак · g6 чорний пішак · h6 чорний пішак · a5 чорний пішак · b5 чорний пішак · c5 чорний пішак · d5 чорний пішак · e5 чорний пішак · f5 чорний пішак · g5 чорний пішак · h5 чорний пішак · d4 чорний пішак · e4 чорний пішак · a2 білий пішак · b2 білий пішак · c2 білий пішак · d2 білий пішак · e2 білий пішак · f2 білий пішак · g2 білий пішак · h2 білий пішак · a1 біла тура · b1 білий кінь · c1 білий слон · d1 білий ферзь · e1 білий король · f1 білий слон · g1 білий кінь · h1 біла тура | a8 чорний пішак · b8 чорний пішак · c8 чорний пішак · f8 чорний пішак · g8 чорний пішак · h8 чорний пішак · a7 чорний пішак · b7 чорний пішак · c7 чорний пішак · d7 чорний пішак · e7 чорний пішак · f7 чорний пішак · g7 чорний пішак · h7 чорний пішак · a6 чорний пішак · b6 чорний пішак · c6 чорний пішак · d6 чорний пішак · e6 чорний пішак · f6 чорний пішак · g6 чорний пішак · h6 чорний пішак · a5 чорний пішак · b5 чорний пішак · c5 чорний пішак · d5 чорний пішак · e5 чорний пішак · f5 чорний пішак · g5 чорний пішак · h5 чорний пішак · d4 чорний пішак · e4 чорний пішак · a2 білий пішак · b2 білий пішак · c2 білий пішак · d2 білий пішак · e2 білий пішак · f2 білий пішак · g2 білий пішак · h2 білий пішак · a1 біла тура · b1 білий кінь · c1 білий слон · d1 білий ферзь · e1 білий король · f1 білий слон · g1 білий кінь · h1 біла тура | a8 чорний пішак · b8 чорний пішак · c8 чорний пішак · f8 чорний пішак · g8 чорний пішак · h8 чорний пішак · a7 чорний пішак · b7 чорний пішак · c7 чорний пішак · d7 чорний пішак · e7 чорний пішак · f7 чорний пішак · g7 чорний пішак · h7 чорний пішак · a6 чорний пішак · b6 чорний пішак · c6 чорний пішак · d6 чорний пішак · e6 чорний пішак · f6 чорний пішак · g6 чорний пішак · h6 чорний пішак · a5 чорний пішак · b5 чорний пішак · c5 чорний пішак · d5 чорний пішак · e5 чорний пішак · f5 чорний пішак · g5 чорний пішак · h5 чорний пішак · d4 чорний пішак · e4 чорний пішак · a2 білий пішак · b2 білий пішак · c2 білий пішак · d2 білий пішак · e2 білий пішак · f2 білий пішак · g2 білий пішак · h2 білий пішак · a1 біла тура · b1 білий кінь · c1 білий слон · d1 білий ферзь · e1 білий король · f1 білий слон · g1 білий кінь · h1 біла тура | a8 чорний пішак · b8 чорний пішак · c8 чорний пішак · f8 чорний пішак · g8 чорний пішак · h8 чорний пішак · a7 чорний пішак · b7 чорний пішак · c7 чорний пішак · d7 чорний пішак · e7 чорний пішак · f7 чорний пішак · g7 чорний пішак · h7 чорний пішак · a6 чорний пішак · b6 чорний пішак · c6 чорний пішак · d6 чорний пішак · e6 чорний пішак · f6 чорний пішак · g6 чорний пішак · h6 чорний пішак · a5 чорний пішак · b5 чорний пішак · c5 чорний пішак · d5 чорний пішак · e5 чорний пішак · f5 чорний пішак · g5 чорний пішак · h5 чорний пішак · d4 чорний пішак · e4 чорний пішак · a2 білий пішак · b2 білий пішак · c2 білий пішак · d2 білий пішак · e2 білий пішак · f2 білий пішак · g2 білий пішак · h2 білий пішак · a1 біла тура · b1 білий кінь · c1 білий слон · d1 білий ферзь · e1 білий король · f1 білий слон · g1 білий кінь · h1 біла тура | 7 |
| 6 | a8 чорний пішак · b8 чорний пішак · c8 чорний пішак · f8 чорний пішак · g8 чорний пішак · h8 чорний пішак · a7 чорний пішак · b7 чорний пішак · c7 чорний пішак · d7 чорний пішак · e7 чорний пішак · f7 чорний пішак · g7 чорний пішак · h7 чорний пішак · a6 чорний пішак · b6 чорний пішак · c6 чорний пішак · d6 чорний пішак · e6 чорний пішак · f6 чорний пішак · g6 чорний пішак · h6 чорний пішак · a5 чорний пішак · b5 чорний пішак · c5 чорний пішак · d5 чорний пішак · e5 чорний пішак · f5 чорний пішак · g5 чорний пішак · h5 чорний пішак · d4 чорний пішак · e4 чорний пішак · a2 білий пішак · b2 білий пішак · c2 білий пішак · d2 білий пішак · e2 білий пішак · f2 білий пішак · g2 білий пішак · h2 білий пішак · a1 біла тура · b1 білий кінь · c1 білий слон · d1 білий ферзь · e1 білий король · f1 білий слон · g1 білий кінь · h1 біла тура | a8 чорний пішак · b8 чорний пішак · c8 чорний пішак · f8 чорний пішак · g8 чорний пішак · h8 чорний пішак · a7 чорний пішак · b7 чорний пішак · c7 чорний пішак · d7 чорний пішак · e7 чорний пішак · f7 чорний пішак · g7 чорний пішак · h7 чорний пішак · a6 чорний пішак · b6 чорний пішак · c6 чорний пішак · d6 чорний пішак · e6 чорний пішак · f6 чорний пішак · g6 чорний пішак · h6 чорний пішак · a5 чорний пішак · b5 чорний пішак · c5 чорний пішак · d5 чорний пішак · e5 чорний пішак · f5 чорний пішак · g5 чорний пішак · h5 чорний пішак · d4 чорний пішак · e4 чорний пішак · a2 білий пішак · b2 білий пішак · c2 білий пішак · d2 білий пішак · e2 білий пішак · f2 білий пішак · g2 білий пішак · h2 білий пішак · a1 біла тура · b1 білий кінь · c1 білий слон · d1 білий ферзь · e1 білий король · f1 білий слон · g1 білий кінь · h1 біла тура | a8 чорний пішак · b8 чорний пішак · c8 чорний пішак · f8 чорний пішак · g8 чорний пішак · h8 чорний пішак · a7 чорний пішак · b7 чорний пішак · c7 чорний пішак · d7 чорний пішак · e7 чорний пішак · f7 чорний пішак · g7 чорний пішак · h7 чорний пішак · a6 чорний пішак · b6 чорний пішак · c6 чорний пішак · d6 чорний пішак · e6 чорний пішак · f6 чорний пішак · g6 чорний пішак · h6 чорний пішак · a5 чорний пішак · b5 чорний пішак · c5 чорний пішак · d5 чорний пішак · e5 чорний пішак · f5 чорний пішак · g5 чорний пішак · h5 чорний пішак · d4 чорний пішак · e4 чорний пішак · a2 білий пішак · b2 білий пішак · c2 білий пішак · d2 білий пішак · e2 білий пішак · f2 білий пішак · g2 білий пішак · h2 білий пішак · a1 біла тура · b1 білий кінь · c1 білий слон · d1 білий ферзь · e1 білий король · f1 білий слон · g1 білий кінь · h1 біла тура | a8 чорний пішак · b8 чорний пішак · c8 чорний пішак · f8 чорний пішак · g8 чорний пішак · h8 чорний пішак · a7 чорний пішак · b7 чорний пішак · c7 чорний пішак · d7 чорний пішак · e7 чорний пішак · f7 чорний пішак · g7 чорний пішак · h7 чорний пішак · a6 чорний пішак · b6 чорний пішак · c6 чорний пішак · d6 чорний пішак · e6 чорний пішак · f6 чорний пішак · g6 чорний пішак · h6 чорний пішак · a5 чорний пішак · b5 чорний пішак · c5 чорний пішак · d5 чорний пішак · e5 чорний пішак · f5 чорний пішак · g5 чорний пішак · h5 чорний пішак · d4 чорний пішак · e4 чорний пішак · a2 білий пішак · b2 білий пішак · c2 білий пішак · d2 білий пішак · e2 білий пішак · f2 білий пішак · g2 білий пішак · h2 білий пішак · a1 біла тура · b1 білий кінь · c1 білий слон · d1 білий ферзь · e1 білий король · f1 білий слон · g1 білий кінь · h1 біла тура | a8 чорний пішак · b8 чорний пішак · c8 чорний пішак · f8 чорний пішак · g8 чорний пішак · h8 чорний пішак · a7 чорний пішак · b7 чорний пішак · c7 чорний пішак · d7 чорний пішак · e7 чорний пішак · f7 чорний пішак · g7 чорний пішак · h7 чорний пішак · a6 чорний пішак · b6 чорний пішак · c6 чорний пішак · d6 чорний пішак · e6 чорний пішак · f6 чорний пішак · g6 чорний пішак · h6 чорний пішак · a5 чорний пішак · b5 чорний пішак · c5 чорний пішак · d5 чорний пішак · e5 чорний пішак · f5 чорний пішак · g5 чорний пішак · h5 чорний пішак · d4 чорний пішак · e4 чорний пішак · a2 білий пішак · b2 білий пішак · c2 білий пішак · d2 білий пішак · e2 білий пішак · f2 білий пішак · g2 білий пішак · h2 білий пішак · a1 біла тура · b1 білий кінь · c1 білий слон · d1 білий ферзь · e1 білий король · f1 білий слон · g1 білий кінь · h1 біла тура | a8 чорний пішак · b8 чорний пішак · c8 чорний пішак · f8 чорний пішак · g8 чорний пішак · h8 чорний пішак · a7 чорний пішак · b7 чорний пішак · c7 чорний пішак · d7 чорний пішак · e7 чорний пішак · f7 чорний пішак · g7 чорний пішак · h7 чорний пішак · a6 чорний пішак · b6 чорний пішак · c6 чорний пішак · d6 чорний пішак · e6 чорний пішак · f6 чорний пішак · g6 чорний пішак · h6 чорний пішак · a5 чорний пішак · b5 чорний пішак · c5 чорний пішак · d5 чорний пішак · e5 чорний пішак · f5 чорний пішак · g5 чорний пішак · h5 чорний пішак · d4 чорний пішак · e4 чорний пішак · a2 білий пішак · b2 білий пішак · c2 білий пішак · d2 білий пішак · e2 білий пішак · f2 білий пішак · g2 білий пішак · h2 білий пішак · a1 біла тура · b1 білий кінь · c1 білий слон · d1 білий ферзь · e1 білий король · f1 білий слон · g1 білий кінь · h1 біла тура | a8 чорний пішак · b8 чорний пішак · c8 чорний пішак · f8 чорний пішак · g8 чорний пішак · h8 чорний пішак · a7 чорний пішак · b7 чорний пішак · c7 чорний пішак · d7 чорний пішак · e7 чорний пішак · f7 чорний пішак · g7 чорний пішак · h7 чорний пішак · a6 чорний пішак · b6 чорний пішак · c6 чорний пішак · d6 чорний пішак · e6 чорний пішак · f6 чорний пішак · g6 чорний пішак · h6 чорний пішак · a5 чорний пішак · b5 чорний пішак · c5 чорний пішак · d5 чорний пішак · e5 чорний пішак · f5 чорний пішак · g5 чорний пішак · h5 чорний пішак · d4 чорний пішак · e4 чорний пішак · a2 білий пішак · b2 білий пішак · c2 білий пішак · d2 білий пішак · e2 білий пішак · f2 білий пішак · g2 білий пішак · h2 білий пішак · a1 біла тура · b1 білий кінь · c1 білий слон · d1 білий ферзь · e1 білий король · f1 білий слон · g1 білий кінь · h1 біла тура | a8 чорний пішак · b8 чорний пішак · c8 чорний пішак · f8 чорний пішак · g8 чорний пішак · h8 чорний пішак · a7 чорний пішак · b7 чорний пішак · c7 чорний пішак · d7 чорний пішак · e7 чорний пішак · f7 чорний пішак · g7 чорний пішак · h7 чорний пішак · a6 чорний пішак · b6 чорний пішак · c6 чорний пішак · d6 чорний пішак · e6 чорний пішак · f6 чорний пішак · g6 чорний пішак · h6 чорний пішак · a5 чорний пішак · b5 чорний пішак · c5 чорний пішак · d5 чорний пішак · e5 чорний пішак · f5 чорний пішак · g5 чорний пішак · h5 чорний пішак · d4 чорний пішак · e4 чорний пішак · a2 білий пішак · b2 білий пішак · c2 білий пішак · d2 білий пішак · e2 білий пішак · f2 білий пішак · g2 білий пішак · h2 білий пішак · a1 біла тура · b1 білий кінь · c1 білий слон · d1 білий ферзь · e1 білий король · f1 білий слон · g1 білий кінь · h1 біла тура | 6 |
| 5 | a8 чорний пішак · b8 чорний пішак · c8 чорний пішак · f8 чорний пішак · g8 чорний пішак · h8 чорний пішак · a7 чорний пішак · b7 чорний пішак · c7 чорний пішак · d7 чорний пішак · e7 чорний пішак · f7 чорний пішак · g7 чорний пішак · h7 чорний пішак · a6 чорний пішак · b6 чорний пішак · c6 чорний пішак · d6 чорний пішак · e6 чорний пішак · f6 чорний пішак · g6 чорний пішак · h6 чорний пішак · a5 чорний пішак · b5 чорний пішак · c5 чорний пішак · d5 чорний пішак · e5 чорний пішак · f5 чорний пішак · g5 чорний пішак · h5 чорний пішак · d4 чорний пішак · e4 чорний пішак · a2 білий пішак · b2 білий пішак · c2 білий пішак · d2 білий пішак · e2 білий пішак · f2 білий пішак · g2 білий пішак · h2 білий пішак · a1 біла тура · b1 білий кінь · c1 білий слон · d1 білий ферзь · e1 білий король · f1 білий слон · g1 білий кінь · h1 біла тура | a8 чорний пішак · b8 чорний пішак · c8 чорний пішак · f8 чорний пішак · g8 чорний пішак · h8 чорний пішак · a7 чорний пішак · b7 чорний пішак · c7 чорний пішак · d7 чорний пішак · e7 чорний пішак · f7 чорний пішак · g7 чорний пішак · h7 чорний пішак · a6 чорний пішак · b6 чорний пішак · c6 чорний пішак · d6 чорний пішак · e6 чорний пішак · f6 чорний пішак · g6 чорний пішак · h6 чорний пішак · a5 чорний пішак · b5 чорний пішак · c5 чорний пішак · d5 чорний пішак · e5 чорний пішак · f5 чорний пішак · g5 чорний пішак · h5 чорний пішак · d4 чорний пішак · e4 чорний пішак · a2 білий пішак · b2 білий пішак · c2 білий пішак · d2 білий пішак · e2 білий пішак · f2 білий пішак · g2 білий пішак · h2 білий пішак · a1 біла тура · b1 білий кінь · c1 білий слон · d1 білий ферзь · e1 білий король · f1 білий слон · g1 білий кінь · h1 біла тура | a8 чорний пішак · b8 чорний пішак · c8 чорний пішак · f8 чорний пішак · g8 чорний пішак · h8 чорний пішак · a7 чорний пішак · b7 чорний пішак · c7 чорний пішак · d7 чорний пішак · e7 чорний пішак · f7 чорний пішак · g7 чорний пішак · h7 чорний пішак · a6 чорний пішак · b6 чорний пішак · c6 чорний пішак · d6 чорний пішак · e6 чорний пішак · f6 чорний пішак · g6 чорний пішак · h6 чорний пішак · a5 чорний пішак · b5 чорний пішак · c5 чорний пішак · d5 чорний пішак · e5 чорний пішак · f5 чорний пішак · g5 чорний пішак · h5 чорний пішак · d4 чорний пішак · e4 чорний пішак · a2 білий пішак · b2 білий пішак · c2 білий пішак · d2 білий пішак · e2 білий пішак · f2 білий пішак · g2 білий пішак · h2 білий пішак · a1 біла тура · b1 білий кінь · c1 білий слон · d1 білий ферзь · e1 білий король · f1 білий слон · g1 білий кінь · h1 біла тура | a8 чорний пішак · b8 чорний пішак · c8 чорний пішак · f8 чорний пішак · g8 чорний пішак · h8 чорний пішак · a7 чорний пішак · b7 чорний пішак · c7 чорний пішак · d7 чорний пішак · e7 чорний пішак · f7 чорний пішак · g7 чорний пішак · h7 чорний пішак · a6 чорний пішак · b6 чорний пішак · c6 чорний пішак · d6 чорний пішак · e6 чорний пішак · f6 чорний пішак · g6 чорний пішак · h6 чорний пішак · a5 чорний пішак · b5 чорний пішак · c5 чорний пішак · d5 чорний пішак · e5 чорний пішак · f5 чорний пішак · g5 чорний пішак · h5 чорний пішак · d4 чорний пішак · e4 чорний пішак · a2 білий пішак · b2 білий пішак · c2 білий пішак · d2 білий пішак · e2 білий пішак · f2 білий пішак · g2 білий пішак · h2 білий пішак · a1 біла тура · b1 білий кінь · c1 білий слон · d1 білий ферзь · e1 білий король · f1 білий слон · g1 білий кінь · h1 біла тура | a8 чорний пішак · b8 чорний пішак · c8 чорний пішак · f8 чорний пішак · g8 чорний пішак · h8 чорний пішак · a7 чорний пішак · b7 чорний пішак · c7 чорний пішак · d7 чорний пішак · e7 чорний пішак · f7 чорний пішак · g7 чорний пішак · h7 чорний пішак · a6 чорний пішак · b6 чорний пішак · c6 чорний пішак · d6 чорний пішак · e6 чорний пішак · f6 чорний пішак · g6 чорний пішак · h6 чорний пішак · a5 чорний пішак · b5 чорний пішак · c5 чорний пішак · d5 чорний пішак · e5 чорний пішак · f5 чорний пішак · g5 чорний пішак · h5 чорний пішак · d4 чорний пішак · e4 чорний пішак · a2 білий пішак · b2 білий пішак · c2 білий пішак · d2 білий пішак · e2 білий пішак · f2 білий пішак · g2 білий пішак · h2 білий пішак · a1 біла тура · b1 білий кінь · c1 білий слон · d1 білий ферзь · e1 білий король · f1 білий слон · g1 білий кінь · h1 біла тура | a8 чорний пішак · b8 чорний пішак · c8 чорний пішак · f8 чорний пішак · g8 чорний пішак · h8 чорний пішак · a7 чорний пішак · b7 чорний пішак · c7 чорний пішак · d7 чорний пішак · e7 чорний пішак · f7 чорний пішак · g7 чорний пішак · h7 чорний пішак · a6 чорний пішак · b6 чорний пішак · c6 чорний пішак · d6 чорний пішак · e6 чорний пішак · f6 чорний пішак · g6 чорний пішак · h6 чорний пішак · a5 чорний пішак · b5 чорний пішак · c5 чорний пішак · d5 чорний пішак · e5 чорний пішак · f5 чорний пішак · g5 чорний пішак · h5 чорний пішак · d4 чорний пішак · e4 чорний пішак · a2 білий пішак · b2 білий пішак · c2 білий пішак · d2 білий пішак · e2 білий пішак · f2 білий пішак · g2 білий пішак · h2 білий пішак · a1 біла тура · b1 білий кінь · c1 білий слон · d1 білий ферзь · e1 білий король · f1 білий слон · g1 білий кінь · h1 біла тура | a8 чорний пішак · b8 чорний пішак · c8 чорний пішак · f8 чорний пішак · g8 чорний пішак · h8 чорний пішак · a7 чорний пішак · b7 чорний пішак · c7 чорний пішак · d7 чорний пішак · e7 чорний пішак · f7 чорний пішак · g7 чорний пішак · h7 чорний пішак · a6 чорний пішак · b6 чорний пішак · c6 чорний пішак · d6 чорний пішак · e6 чорний пішак · f6 чорний пішак · g6 чорний пішак · h6 чорний пішак · a5 чорний пішак · b5 чорний пішак · c5 чорний пішак · d5 чорний пішак · e5 чорний пішак · f5 чорний пішак · g5 чорний пішак · h5 чорний пішак · d4 чорний пішак · e4 чорний пішак · a2 білий пішак · b2 білий пішак · c2 білий пішак · d2 білий пішак · e2 білий пішак · f2 білий пішак · g2 білий пішак · h2 білий пішак · a1 біла тура · b1 білий кінь · c1 білий слон · d1 білий ферзь · e1 білий король · f1 білий слон · g1 білий кінь · h1 біла тура | a8 чорний пішак · b8 чорний пішак · c8 чорний пішак · f8 чорний пішак · g8 чорний пішак · h8 чорний пішак · a7 чорний пішак · b7 чорний пішак · c7 чорний пішак · d7 чорний пішак · e7 чорний пішак · f7 чорний пішак · g7 чорний пішак · h7 чорний пішак · a6 чорний пішак · b6 чорний пішак · c6 чорний пішак · d6 чорний пішак · e6 чорний пішак · f6 чорний пішак · g6 чорний пішак · h6 чорний пішак · a5 чорний пішак · b5 чорний пішак · c5 чорний пішак · d5 чорний пішак · e5 чорний пішак · f5 чорний пішак · g5 чорний пішак · h5 чорний пішак · d4 чорний пішак · e4 чорний пішак · a2 білий пішак · b2 білий пішак · c2 білий пішак · d2 білий пішак · e2 білий пішак · f2 білий пішак · g2 білий пішак · h2 білий пішак · a1 біла тура · b1 білий кінь · c1 білий слон · d1 білий ферзь · e1 білий король · f1 білий слон · g1 білий кінь · h1 біла тура | 5 |
| 4 | a8 чорний пішак · b8 чорний пішак · c8 чорний пішак · f8 чорний пішак · g8 чорний пішак · h8 чорний пішак · a7 чорний пішак · b7 чорний пішак · c7 чорний пішак · d7 чорний пішак · e7 чорний пішак · f7 чорний пішак · g7 чорний пішак · h7 чорний пішак · a6 чорний пішак · b6 чорний пішак · c6 чорний пішак · d6 чорний пішак · e6 чорний пішак · f6 чорний пішак · g6 чорний пішак · h6 чорний пішак · a5 чорний пішак · b5 чорний пішак · c5 чорний пішак · d5 чорний пішак · e5 чорний пішак · f5 чорний пішак · g5 чорний пішак · h5 чорний пішак · d4 чорний пішак · e4 чорний пішак · a2 білий пішак · b2 білий пішак · c2 білий пішак · d2 білий пішак · e2 білий пішак · f2 білий пішак · g2 білий пішак · h2 білий пішак · a1 біла тура · b1 білий кінь · c1 білий слон · d1 білий ферзь · e1 білий король · f1 білий слон · g1 білий кінь · h1 біла тура | a8 чорний пішак · b8 чорний пішак · c8 чорний пішак · f8 чорний пішак · g8 чорний пішак · h8 чорний пішак · a7 чорний пішак · b7 чорний пішак · c7 чорний пішак · d7 чорний пішак · e7 чорний пішак · f7 чорний пішак · g7 чорний пішак · h7 чорний пішак · a6 чорний пішак · b6 чорний пішак · c6 чорний пішак · d6 чорний пішак · e6 чорний пішак · f6 чорний пішак · g6 чорний пішак · h6 чорний пішак · a5 чорний пішак · b5 чорний пішак · c5 чорний пішак · d5 чорний пішак · e5 чорний пішак · f5 чорний пішак · g5 чорний пішак · h5 чорний пішак · d4 чорний пішак · e4 чорний пішак · a2 білий пішак · b2 білий пішак · c2 білий пішак · d2 білий пішак · e2 білий пішак · f2 білий пішак · g2 білий пішак · h2 білий пішак · a1 біла тура · b1 білий кінь · c1 білий слон · d1 білий ферзь · e1 білий король · f1 білий слон · g1 білий кінь · h1 біла тура | a8 чорний пішак · b8 чорний пішак · c8 чорний пішак · f8 чорний пішак · g8 чорний пішак · h8 чорний пішак · a7 чорний пішак · b7 чорний пішак · c7 чорний пішак · d7 чорний пішак · e7 чорний пішак · f7 чорний пішак · g7 чорний пішак · h7 чорний пішак · a6 чорний пішак · b6 чорний пішак · c6 чорний пішак · d6 чорний пішак · e6 чорний пішак · f6 чорний пішак · g6 чорний пішак · h6 чорний пішак · a5 чорний пішак · b5 чорний пішак · c5 чорний пішак · d5 чорний пішак · e5 чорний пішак · f5 чорний пішак · g5 чорний пішак · h5 чорний пішак · d4 чорний пішак · e4 чорний пішак · a2 білий пішак · b2 білий пішак · c2 білий пішак · d2 білий пішак · e2 білий пішак · f2 білий пішак · g2 білий пішак · h2 білий пішак · a1 біла тура · b1 білий кінь · c1 білий слон · d1 білий ферзь · e1 білий король · f1 білий слон · g1 білий кінь · h1 біла тура | a8 чорний пішак · b8 чорний пішак · c8 чорний пішак · f8 чорний пішак · g8 чорний пішак · h8 чорний пішак · a7 чорний пішак · b7 чорний пішак · c7 чорний пішак · d7 чорний пішак · e7 чорний пішак · f7 чорний пішак · g7 чорний пішак · h7 чорний пішак · a6 чорний пішак · b6 чорний пішак · c6 чорний пішак · d6 чорний пішак · e6 чорний пішак · f6 чорний пішак · g6 чорний пішак · h6 чорний пішак · a5 чорний пішак · b5 чорний пішак · c5 чорний пішак · d5 чорний пішак · e5 чорний пішак · f5 чорний пішак · g5 чорний пішак · h5 чорний пішак · d4 чорний пішак · e4 чорний пішак · a2 білий пішак · b2 білий пішак · c2 білий пішак · d2 білий пішак · e2 білий пішак · f2 білий пішак · g2 білий пішак · h2 білий пішак · a1 біла тура · b1 білий кінь · c1 білий слон · d1 білий ферзь · e1 білий король · f1 білий слон · g1 білий кінь · h1 біла тура | a8 чорний пішак · b8 чорний пішак · c8 чорний пішак · f8 чорний пішак · g8 чорний пішак · h8 чорний пішак · a7 чорний пішак · b7 чорний пішак · c7 чорний пішак · d7 чорний пішак · e7 чорний пішак · f7 чорний пішак · g7 чорний пішак · h7 чорний пішак · a6 чорний пішак · b6 чорний пішак · c6 чорний пішак · d6 чорний пішак · e6 чорний пішак · f6 чорний пішак · g6 чорний пішак · h6 чорний пішак · a5 чорний пішак · b5 чорний пішак · c5 чорний пішак · d5 чорний пішак · e5 чорний пішак · f5 чорний пішак · g5 чорний пішак · h5 чорний пішак · d4 чорний пішак · e4 чорний пішак · a2 білий пішак · b2 білий пішак · c2 білий пішак · d2 білий пішак · e2 білий пішак · f2 білий пішак · g2 білий пішак · h2 білий пішак · a1 біла тура · b1 білий кінь · c1 білий слон · d1 білий ферзь · e1 білий король · f1 білий слон · g1 білий кінь · h1 біла тура | a8 чорний пішак · b8 чорний пішак · c8 чорний пішак · f8 чорний пішак · g8 чорний пішак · h8 чорний пішак · a7 чорний пішак · b7 чорний пішак · c7 чорний пішак · d7 чорний пішак · e7 чорний пішак · f7 чорний пішак · g7 чорний пішак · h7 чорний пішак · a6 чорний пішак · b6 чорний пішак · c6 чорний пішак · d6 чорний пішак · e6 чорний пішак · f6 чорний пішак · g6 чорний пішак · h6 чорний пішак · a5 чорний пішак · b5 чорний пішак · c5 чорний пішак · d5 чорний пішак · e5 чорний пішак · f5 чорний пішак · g5 чорний пішак · h5 чорний пішак · d4 чорний пішак · e4 чорний пішак · a2 білий пішак · b2 білий пішак · c2 білий пішак · d2 білий пішак · e2 білий пішак · f2 білий пішак · g2 білий пішак · h2 білий пішак · a1 біла тура · b1 білий кінь · c1 білий слон · d1 білий ферзь · e1 білий король · f1 білий слон · g1 білий кінь · h1 біла тура | a8 чорний пішак · b8 чорний пішак · c8 чорний пішак · f8 чорний пішак · g8 чорний пішак · h8 чорний пішак · a7 чорний пішак · b7 чорний пішак · c7 чорний пішак · d7 чорний пішак · e7 чорний пішак · f7 чорний пішак · g7 чорний пішак · h7 чорний пішак · a6 чорний пішак · b6 чорний пішак · c6 чорний пішак · d6 чорний пішак · e6 чорний пішак · f6 чорний пішак · g6 чорний пішак · h6 чорний пішак · a5 чорний пішак · b5 чорний пішак · c5 чорний пішак · d5 чорний пішак · e5 чорний пішак · f5 чорний пішак · g5 чорний пішак · h5 чорний пішак · d4 чорний пішак · e4 чорний пішак · a2 білий пішак · b2 білий пішак · c2 білий пішак · d2 білий пішак · e2 білий пішак · f2 білий пішак · g2 білий пішак · h2 білий пішак · a1 біла тура · b1 білий кінь · c1 білий слон · d1 білий ферзь · e1 білий король · f1 білий слон · g1 білий кінь · h1 біла тура | a8 чорний пішак · b8 чорний пішак · c8 чорний пішак · f8 чорний пішак · g8 чорний пішак · h8 чорний пішак · a7 чорний пішак · b7 чорний пішак · c7 чорний пішак · d7 чорний пішак · e7 чорний пішак · f7 чорний пішак · g7 чорний пішак · h7 чорний пішак · a6 чорний пішак · b6 чорний пішак · c6 чорний пішак · d6 чорний пішак · e6 чорний пішак · f6 чорний пішак · g6 чорний пішак · h6 чорний пішак · a5 чорний пішак · b5 чорний пішак · c5 чорний пішак · d5 чорний пішак · e5 чорний пішак · f5 чорний пішак · g5 чорний пішак · h5 чорний пішак · d4 чорний пішак · e4 чорний пішак · a2 білий пішак · b2 білий пішак · c2 білий пішак · d2 білий пішак · e2 білий пішак · f2 білий пішак · g2 білий пішак · h2 білий пішак · a1 біла тура · b1 білий кінь · c1 білий слон · d1 білий ферзь · e1 білий король · f1 білий слон · g1 білий кінь · h1 біла тура | 4 |
| 3 | a8 чорний пішак · b8 чорний пішак · c8 чорний пішак · f8 чорний пішак · g8 чорний пішак · h8 чорний пішак · a7 чорний пішак · b7 чорний пішак · c7 чорний пішак · d7 чорний пішак · e7 чорний пішак · f7 чорний пішак · g7 чорний пішак · h7 чорний пішак · a6 чорний пішак · b6 чорний пішак · c6 чорний пішак · d6 чорний пішак · e6 чорний пішак · f6 чорний пішак · g6 чорний пішак · h6 чорний пішак · a5 чорний пішак · b5 чорний пішак · c5 чорний пішак · d5 чорний пішак · e5 чорний пішак · f5 чорний пішак · g5 чорний пішак · h5 чорний пішак · d4 чорний пішак · e4 чорний пішак · a2 білий пішак · b2 білий пішак · c2 білий пішак · d2 білий пішак · e2 білий пішак · f2 білий пішак · g2 білий пішак · h2 білий пішак · a1 біла тура · b1 білий кінь · c1 білий слон · d1 білий ферзь · e1 білий король · f1 білий слон · g1 білий кінь · h1 біла тура | a8 чорний пішак · b8 чорний пішак · c8 чорний пішак · f8 чорний пішак · g8 чорний пішак · h8 чорний пішак · a7 чорний пішак · b7 чорний пішак · c7 чорний пішак · d7 чорний пішак · e7 чорний пішак · f7 чорний пішак · g7 чорний пішак · h7 чорний пішак · a6 чорний пішак · b6 чорний пішак · c6 чорний пішак · d6 чорний пішак · e6 чорний пішак · f6 чорний пішак · g6 чорний пішак · h6 чорний пішак · a5 чорний пішак · b5 чорний пішак · c5 чорний пішак · d5 чорний пішак · e5 чорний пішак · f5 чорний пішак · g5 чорний пішак · h5 чорний пішак · d4 чорний пішак · e4 чорний пішак · a2 білий пішак · b2 білий пішак · c2 білий пішак · d2 білий пішак · e2 білий пішак · f2 білий пішак · g2 білий пішак · h2 білий пішак · a1 біла тура · b1 білий кінь · c1 білий слон · d1 білий ферзь · e1 білий король · f1 білий слон · g1 білий кінь · h1 біла тура | a8 чорний пішак · b8 чорний пішак · c8 чорний пішак · f8 чорний пішак · g8 чорний пішак · h8 чорний пішак · a7 чорний пішак · b7 чорний пішак · c7 чорний пішак · d7 чорний пішак · e7 чорний пішак · f7 чорний пішак · g7 чорний пішак · h7 чорний пішак · a6 чорний пішак · b6 чорний пішак · c6 чорний пішак · d6 чорний пішак · e6 чорний пішак · f6 чорний пішак · g6 чорний пішак · h6 чорний пішак · a5 чорний пішак · b5 чорний пішак · c5 чорний пішак · d5 чорний пішак · e5 чорний пішак · f5 чорний пішак · g5 чорний пішак · h5 чорний пішак · d4 чорний пішак · e4 чорний пішак · a2 білий пішак · b2 білий пішак · c2 білий пішак · d2 білий пішак · e2 білий пішак · f2 білий пішак · g2 білий пішак · h2 білий пішак · a1 біла тура · b1 білий кінь · c1 білий слон · d1 білий ферзь · e1 білий король · f1 білий слон · g1 білий кінь · h1 біла тура | a8 чорний пішак · b8 чорний пішак · c8 чорний пішак · f8 чорний пішак · g8 чорний пішак · h8 чорний пішак · a7 чорний пішак · b7 чорний пішак · c7 чорний пішак · d7 чорний пішак · e7 чорний пішак · f7 чорний пішак · g7 чорний пішак · h7 чорний пішак · a6 чорний пішак · b6 чорний пішак · c6 чорний пішак · d6 чорний пішак · e6 чорний пішак · f6 чорний пішак · g6 чорний пішак · h6 чорний пішак · a5 чорний пішак · b5 чорний пішак · c5 чорний пішак · d5 чорний пішак · e5 чорний пішак · f5 чорний пішак · g5 чорний пішак · h5 чорний пішак · d4 чорний пішак · e4 чорний пішак · a2 білий пішак · b2 білий пішак · c2 білий пішак · d2 білий пішак · e2 білий пішак · f2 білий пішак · g2 білий пішак · h2 білий пішак · a1 біла тура · b1 білий кінь · c1 білий слон · d1 білий ферзь · e1 білий король · f1 білий слон · g1 білий кінь · h1 біла тура | a8 чорний пішак · b8 чорний пішак · c8 чорний пішак · f8 чорний пішак · g8 чорний пішак · h8 чорний пішак · a7 чорний пішак · b7 чорний пішак · c7 чорний пішак · d7 чорний пішак · e7 чорний пішак · f7 чорний пішак · g7 чорний пішак · h7 чорний пішак · a6 чорний пішак · b6 чорний пішак · c6 чорний пішак · d6 чорний пішак · e6 чорний пішак · f6 чорний пішак · g6 чорний пішак · h6 чорний пішак · a5 чорний пішак · b5 чорний пішак · c5 чорний пішак · d5 чорний пішак · e5 чорний пішак · f5 чорний пішак · g5 чорний пішак · h5 чорний пішак · d4 чорний пішак · e4 чорний пішак · a2 білий пішак · b2 білий пішак · c2 білий пішак · d2 білий пішак · e2 білий пішак · f2 білий пішак · g2 білий пішак · h2 білий пішак · a1 біла тура · b1 білий кінь · c1 білий слон · d1 білий ферзь · e1 білий король · f1 білий слон · g1 білий кінь · h1 біла тура | a8 чорний пішак · b8 чорний пішак · c8 чорний пішак · f8 чорний пішак · g8 чорний пішак · h8 чорний пішак · a7 чорний пішак · b7 чорний пішак · c7 чорний пішак · d7 чорний пішак · e7 чорний пішак · f7 чорний пішак · g7 чорний пішак · h7 чорний пішак · a6 чорний пішак · b6 чорний пішак · c6 чорний пішак · d6 чорний пішак · e6 чорний пішак · f6 чорний пішак · g6 чорний пішак · h6 чорний пішак · a5 чорний пішак · b5 чорний пішак · c5 чорний пішак · d5 чорний пішак · e5 чорний пішак · f5 чорний пішак · g5 чорний пішак · h5 чорний пішак · d4 чорний пішак · e4 чорний пішак · a2 білий пішак · b2 білий пішак · c2 білий пішак · d2 білий пішак · e2 білий пішак · f2 білий пішак · g2 білий пішак · h2 білий пішак · a1 біла тура · b1 білий кінь · c1 білий слон · d1 білий ферзь · e1 білий король · f1 білий слон · g1 білий кінь · h1 біла тура | a8 чорний пішак · b8 чорний пішак · c8 чорний пішак · f8 чорний пішак · g8 чорний пішак · h8 чорний пішак · a7 чорний пішак · b7 чорний пішак · c7 чорний пішак · d7 чорний пішак · e7 чорний пішак · f7 чорний пішак · g7 чорний пішак · h7 чорний пішак · a6 чорний пішак · b6 чорний пішак · c6 чорний пішак · d6 чорний пішак · e6 чорний пішак · f6 чорний пішак · g6 чорний пішак · h6 чорний пішак · a5 чорний пішак · b5 чорний пішак · c5 чорний пішак · d5 чорний пішак · e5 чорний пішак · f5 чорний пішак · g5 чорний пішак · h5 чорний пішак · d4 чорний пішак · e4 чорний пішак · a2 білий пішак · b2 білий пішак · c2 білий пішак · d2 білий пішак · e2 білий пішак · f2 білий пішак · g2 білий пішак · h2 білий пішак · a1 біла тура · b1 білий кінь · c1 білий слон · d1 білий ферзь · e1 білий король · f1 білий слон · g1 білий кінь · h1 біла тура | a8 чорний пішак · b8 чорний пішак · c8 чорний пішак · f8 чорний пішак · g8 чорний пішак · h8 чорний пішак · a7 чорний пішак · b7 чорний пішак · c7 чорний пішак · d7 чорний пішак · e7 чорний пішак · f7 чорний пішак · g7 чорний пішак · h7 чорний пішак · a6 чорний пішак · b6 чорний пішак · c6 чорний пішак · d6 чорний пішак · e6 чорний пішак · f6 чорний пішак · g6 чорний пішак · h6 чорний пішак · a5 чорний пішак · b5 чорний пішак · c5 чорний пішак · d5 чорний пішак · e5 чорний пішак · f5 чорний пішак · g5 чорний пішак · h5 чорний пішак · d4 чорний пішак · e4 чорний пішак · a2 білий пішак · b2 білий пішак · c2 білий пішак · d2 білий пішак · e2 білий пішак · f2 білий пішак · g2 білий пішак · h2 білий пішак · a1 біла тура · b1 білий кінь · c1 білий слон · d1 білий ферзь · e1 білий король · f1 білий слон · g1 білий кінь · h1 біла тура | 3 |
| 2 | a8 чорний пішак · b8 чорний пішак · c8 чорний пішак · f8 чорний пішак · g8 чорний пішак · h8 чорний пішак · a7 чорний пішак · b7 чорний пішак · c7 чорний пішак · d7 чорний пішак · e7 чорний пішак · f7 чорний пішак · g7 чорний пішак · h7 чорний пішак · a6 чорний пішак · b6 чорний пішак · c6 чорний пішак · d6 чорний пішак · e6 чорний пішак · f6 чорний пішак · g6 чорний пішак · h6 чорний пішак · a5 чорний пішак · b5 чорний пішак · c5 чорний пішак · d5 чорний пішак · e5 чорний пішак · f5 чорний пішак · g5 чорний пішак · h5 чорний пішак · d4 чорний пішак · e4 чорний пішак · a2 білий пішак · b2 білий пішак · c2 білий пішак · d2 білий пішак · e2 білий пішак · f2 білий пішак · g2 білий пішак · h2 білий пішак · a1 біла тура · b1 білий кінь · c1 білий слон · d1 білий ферзь · e1 білий король · f1 білий слон · g1 білий кінь · h1 біла тура | a8 чорний пішак · b8 чорний пішак · c8 чорний пішак · f8 чорний пішак · g8 чорний пішак · h8 чорний пішак · a7 чорний пішак · b7 чорний пішак · c7 чорний пішак · d7 чорний пішак · e7 чорний пішак · f7 чорний пішак · g7 чорний пішак · h7 чорний пішак · a6 чорний пішак · b6 чорний пішак · c6 чорний пішак · d6 чорний пішак · e6 чорний пішак · f6 чорний пішак · g6 чорний пішак · h6 чорний пішак · a5 чорний пішак · b5 чорний пішак · c5 чорний пішак · d5 чорний пішак · e5 чорний пішак · f5 чорний пішак · g5 чорний пішак · h5 чорний пішак · d4 чорний пішак · e4 чорний пішак · a2 білий пішак · b2 білий пішак · c2 білий пішак · d2 білий пішак · e2 білий пішак · f2 білий пішак · g2 білий пішак · h2 білий пішак · a1 біла тура · b1 білий кінь · c1 білий слон · d1 білий ферзь · e1 білий король · f1 білий слон · g1 білий кінь · h1 біла тура | a8 чорний пішак · b8 чорний пішак · c8 чорний пішак · f8 чорний пішак · g8 чорний пішак · h8 чорний пішак · a7 чорний пішак · b7 чорний пішак · c7 чорний пішак · d7 чорний пішак · e7 чорний пішак · f7 чорний пішак · g7 чорний пішак · h7 чорний пішак · a6 чорний пішак · b6 чорний пішак · c6 чорний пішак · d6 чорний пішак · e6 чорний пішак · f6 чорний пішак · g6 чорний пішак · h6 чорний пішак · a5 чорний пішак · b5 чорний пішак · c5 чорний пішак · d5 чорний пішак · e5 чорний пішак · f5 чорний пішак · g5 чорний пішак · h5 чорний пішак · d4 чорний пішак · e4 чорний пішак · a2 білий пішак · b2 білий пішак · c2 білий пішак · d2 білий пішак · e2 білий пішак · f2 білий пішак · g2 білий пішак · h2 білий пішак · a1 біла тура · b1 білий кінь · c1 білий слон · d1 білий ферзь · e1 білий король · f1 білий слон · g1 білий кінь · h1 біла тура | a8 чорний пішак · b8 чорний пішак · c8 чорний пішак · f8 чорний пішак · g8 чорний пішак · h8 чорний пішак · a7 чорний пішак · b7 чорний пішак · c7 чорний пішак · d7 чорний пішак · e7 чорний пішак · f7 чорний пішак · g7 чорний пішак · h7 чорний пішак · a6 чорний пішак · b6 чорний пішак · c6 чорний пішак · d6 чорний пішак · e6 чорний пішак · f6 чорний пішак · g6 чорний пішак · h6 чорний пішак · a5 чорний пішак · b5 чорний пішак · c5 чорний пішак · d5 чорний пішак · e5 чорний пішак · f5 чорний пішак · g5 чорний пішак · h5 чорний пішак · d4 чорний пішак · e4 чорний пішак · a2 білий пішак · b2 білий пішак · c2 білий пішак · d2 білий пішак · e2 білий пішак · f2 білий пішак · g2 білий пішак · h2 білий пішак · a1 біла тура · b1 білий кінь · c1 білий слон · d1 білий ферзь · e1 білий король · f1 білий слон · g1 білий кінь · h1 біла тура | a8 чорний пішак · b8 чорний пішак · c8 чорний пішак · f8 чорний пішак · g8 чорний пішак · h8 чорний пішак · a7 чорний пішак · b7 чорний пішак · c7 чорний пішак · d7 чорний пішак · e7 чорний пішак · f7 чорний пішак · g7 чорний пішак · h7 чорний пішак · a6 чорний пішак · b6 чорний пішак · c6 чорний пішак · d6 чорний пішак · e6 чорний пішак · f6 чорний пішак · g6 чорний пішак · h6 чорний пішак · a5 чорний пішак · b5 чорний пішак · c5 чорний пішак · d5 чорний пішак · e5 чорний пішак · f5 чорний пішак · g5 чорний пішак · h5 чорний пішак · d4 чорний пішак · e4 чорний пішак · a2 білий пішак · b2 білий пішак · c2 білий пішак · d2 білий пішак · e2 білий пішак · f2 білий пішак · g2 білий пішак · h2 білий пішак · a1 біла тура · b1 білий кінь · c1 білий слон · d1 білий ферзь · e1 білий король · f1 білий слон · g1 білий кінь · h1 біла тура | a8 чорний пішак · b8 чорний пішак · c8 чорний пішак · f8 чорний пішак · g8 чорний пішак · h8 чорний пішак · a7 чорний пішак · b7 чорний пішак · c7 чорний пішак · d7 чорний пішак · e7 чорний пішак · f7 чорний пішак · g7 чорний пішак · h7 чорний пішак · a6 чорний пішак · b6 чорний пішак · c6 чорний пішак · d6 чорний пішак · e6 чорний пішак · f6 чорний пішак · g6 чорний пішак · h6 чорний пішак · a5 чорний пішак · b5 чорний пішак · c5 чорний пішак · d5 чорний пішак · e5 чорний пішак · f5 чорний пішак · g5 чорний пішак · h5 чорний пішак · d4 чорний пішак · e4 чорний пішак · a2 білий пішак · b2 білий пішак · c2 білий пішак · d2 білий пішак · e2 білий пішак · f2 білий пішак · g2 білий пішак · h2 білий пішак · a1 біла тура · b1 білий кінь · c1 білий слон · d1 білий ферзь · e1 білий король · f1 білий слон · g1 білий кінь · h1 біла тура | a8 чорний пішак · b8 чорний пішак · c8 чорний пішак · f8 чорний пішак · g8 чорний пішак · h8 чорний пішак · a7 чорний пішак · b7 чорний пішак · c7 чорний пішак · d7 чорний пішак · e7 чорний пішак · f7 чорний пішак · g7 чорний пішак · h7 чорний пішак · a6 чорний пішак · b6 чорний пішак · c6 чорний пішак · d6 чорний пішак · e6 чорний пішак · f6 чорний пішак · g6 чорний пішак · h6 чорний пішак · a5 чорний пішак · b5 чорний пішак · c5 чорний пішак · d5 чорний пішак · e5 чорний пішак · f5 чорний пішак · g5 чорний пішак · h5 чорний пішак · d4 чорний пішак · e4 чорний пішак · a2 білий пішак · b2 білий пішак · c2 білий пішак · d2 білий пішак · e2 білий пішак · f2 білий пішак · g2 білий пішак · h2 білий пішак · a1 біла тура · b1 білий кінь · c1 білий слон · d1 білий ферзь · e1 білий король · f1 білий слон · g1 білий кінь · h1 біла тура | a8 чорний пішак · b8 чорний пішак · c8 чорний пішак · f8 чорний пішак · g8 чорний пішак · h8 чорний пішак · a7 чорний пішак · b7 чорний пішак · c7 чорний пішак · d7 чорний пішак · e7 чорний пішак · f7 чорний пішак · g7 чорний пішак · h7 чорний пішак · a6 чорний пішак · b6 чорний пішак · c6 чорний пішак · d6 чорний пішак · e6 чорний пішак · f6 чорний пішак · g6 чорний пішак · h6 чорний пішак · a5 чорний пішак · b5 чорний пішак · c5 чорний пішак · d5 чорний пішак · e5 чорний пішак · f5 чорний пішак · g5 чорний пішак · h5 чорний пішак · d4 чорний пішак · e4 чорний пішак · a2 білий пішак · b2 білий пішак · c2 білий пішак · d2 білий пішак · e2 білий пішак · f2 білий пішак · g2 білий пішак · h2 білий пішак · a1 біла тура · b1 білий кінь · c1 білий слон · d1 білий ферзь · e1 білий король · f1 білий слон · g1 білий кінь · h1 біла тура | 2 |
| 1 | a8 чорний пішак · b8 чорний пішак · c8 чорний пішак · f8 чорний пішак · g8 чорний пішак · h8 чорний пішак · a7 чорний пішак · b7 чорний пішак · c7 чорний пішак · d7 чорний пішак · e7 чорний пішак · f7 чорний пішак · g7 чорний пішак · h7 чорний пішак · a6 чорний пішак · b6 чорний пішак · c6 чорний пішак · d6 чорний пішак · e6 чорний пішак · f6 чорний пішак · g6 чорний пішак · h6 чорний пішак · a5 чорний пішак · b5 чорний пішак · c5 чорний пішак · d5 чорний пішак · e5 чорний пішак · f5 чорний пішак · g5 чорний пішак · h5 чорний пішак · d4 чорний пішак · e4 чорний пішак · a2 білий пішак · b2 білий пішак · c2 білий пішак · d2 білий пішак · e2 білий пішак · f2 білий пішак · g2 білий пішак · h2 білий пішак · a1 біла тура · b1 білий кінь · c1 білий слон · d1 білий ферзь · e1 білий король · f1 білий слон · g1 білий кінь · h1 біла тура | a8 чорний пішак · b8 чорний пішак · c8 чорний пішак · f8 чорний пішак · g8 чорний пішак · h8 чорний пішак · a7 чорний пішак · b7 чорний пішак · c7 чорний пішак · d7 чорний пішак · e7 чорний пішак · f7 чорний пішак · g7 чорний пішак · h7 чорний пішак · a6 чорний пішак · b6 чорний пішак · c6 чорний пішак · d6 чорний пішак · e6 чорний пішак · f6 чорний пішак · g6 чорний пішак · h6 чорний пішак · a5 чорний пішак · b5 чорний пішак · c5 чорний пішак · d5 чорний пішак · e5 чорний пішак · f5 чорний пішак · g5 чорний пішак · h5 чорний пішак · d4 чорний пішак · e4 чорний пішак · a2 білий пішак · b2 білий пішак · c2 білий пішак · d2 білий пішак · e2 білий пішак · f2 білий пішак · g2 білий пішак · h2 білий пішак · a1 біла тура · b1 білий кінь · c1 білий слон · d1 білий ферзь · e1 білий король · f1 білий слон · g1 білий кінь · h1 біла тура | a8 чорний пішак · b8 чорний пішак · c8 чорний пішак · f8 чорний пішак · g8 чорний пішак · h8 чорний пішак · a7 чорний пішак · b7 чорний пішак · c7 чорний пішак · d7 чорний пішак · e7 чорний пішак · f7 чорний пішак · g7 чорний пішак · h7 чорний пішак · a6 чорний пішак · b6 чорний пішак · c6 чорний пішак · d6 чорний пішак · e6 чорний пішак · f6 чорний пішак · g6 чорний пішак · h6 чорний пішак · a5 чорний пішак · b5 чорний пішак · c5 чорний пішак · d5 чорний пішак · e5 чорний пішак · f5 чорний пішак · g5 чорний пішак · h5 чорний пішак · d4 чорний пішак · e4 чорний пішак · a2 білий пішак · b2 білий пішак · c2 білий пішак · d2 білий пішак · e2 білий пішак · f2 білий пішак · g2 білий пішак · h2 білий пішак · a1 біла тура · b1 білий кінь · c1 білий слон · d1 білий ферзь · e1 білий король · f1 білий слон · g1 білий кінь · h1 біла тура | a8 чорний пішак · b8 чорний пішак · c8 чорний пішак · f8 чорний пішак · g8 чорний пішак · h8 чорний пішак · a7 чорний пішак · b7 чорний пішак · c7 чорний пішак · d7 чорний пішак · e7 чорний пішак · f7 чорний пішак · g7 чорний пішак · h7 чорний пішак · a6 чорний пішак · b6 чорний пішак · c6 чорний пішак · d6 чорний пішак · e6 чорний пішак · f6 чорний пішак · g6 чорний пішак · h6 чорний пішак · a5 чорний пішак · b5 чорний пішак · c5 чорний пішак · d5 чорний пішак · e5 чорний пішак · f5 чорний пішак · g5 чорний пішак · h5 чорний пішак · d4 чорний пішак · e4 чорний пішак · a2 білий пішак · b2 білий пішак · c2 білий пішак · d2 білий пішак · e2 білий пішак · f2 білий пішак · g2 білий пішак · h2 білий пішак · a1 біла тура · b1 білий кінь · c1 білий слон · d1 білий ферзь · e1 білий король · f1 білий слон · g1 білий кінь · h1 біла тура | a8 чорний пішак · b8 чорний пішак · c8 чорний пішак · f8 чорний пішак · g8 чорний пішак · h8 чорний пішак · a7 чорний пішак · b7 чорний пішак · c7 чорний пішак · d7 чорний пішак · e7 чорний пішак · f7 чорний пішак · g7 чорний пішак · h7 чорний пішак · a6 чорний пішак · b6 чорний пішак · c6 чорний пішак · d6 чорний пішак · e6 чорний пішак · f6 чорний пішак · g6 чорний пішак · h6 чорний пішак · a5 чорний пішак · b5 чорний пішак · c5 чорний пішак · d5 чорний пішак · e5 чорний пішак · f5 чорний пішак · g5 чорний пішак · h5 чорний пішак · d4 чорний пішак · e4 чорний пішак · a2 білий пішак · b2 білий пішак · c2 білий пішак · d2 білий пішак · e2 білий пішак · f2 білий пішак · g2 білий пішак · h2 білий пішак · a1 біла тура · b1 білий кінь · c1 білий слон · d1 білий ферзь · e1 білий король · f1 білий слон · g1 білий кінь · h1 біла тура | a8 чорний пішак · b8 чорний пішак · c8 чорний пішак · f8 чорний пішак · g8 чорний пішак · h8 чорний пішак · a7 чорний пішак · b7 чорний пішак · c7 чорний пішак · d7 чорний пішак · e7 чорний пішак · f7 чорний пішак · g7 чорний пішак · h7 чорний пішак · a6 чорний пішак · b6 чорний пішак · c6 чорний пішак · d6 чорний пішак · e6 чорний пішак · f6 чорний пішак · g6 чорний пішак · h6 чорний пішак · a5 чорний пішак · b5 чорний пішак · c5 чорний пішак · d5 чорний пішак · e5 чорний пішак · f5 чорний пішак · g5 чорний пішак · h5 чорний пішак · d4 чорний пішак · e4 чорний пішак · a2 білий пішак · b2 білий пішак · c2 білий пішак · d2 білий пішак · e2 білий пішак · f2 білий пішак · g2 білий пішак · h2 білий пішак · a1 біла тура · b1 білий кінь · c1 білий слон · d1 білий ферзь · e1 білий король · f1 білий слон · g1 білий кінь · h1 біла тура | a8 чорний пішак · b8 чорний пішак · c8 чорний пішак · f8 чорний пішак · g8 чорний пішак · h8 чорний пішак · a7 чорний пішак · b7 чорний пішак · c7 чорний пішак · d7 чорний пішак · e7 чорний пішак · f7 чорний пішак · g7 чорний пішак · h7 чорний пішак · a6 чорний пішак · b6 чорний пішак · c6 чорний пішак · d6 чорний пішак · e6 чорний пішак · f6 чорний пішак · g6 чорний пішак · h6 чорний пішак · a5 чорний пішак · b5 чорний пішак · c5 чорний пішак · d5 чорний пішак · e5 чорний пішак · f5 чорний пішак · g5 чорний пішак · h5 чорний пішак · d4 чорний пішак · e4 чорний пішак · a2 білий пішак · b2 білий пішак · c2 білий пішак · d2 білий пішак · e2 білий пішак · f2 білий пішак · g2 білий пішак · h2 білий пішак · a1 біла тура · b1 білий кінь · c1 білий слон · d1 білий ферзь · e1 білий король · f1 білий слон · g1 білий кінь · h1 біла тура | a8 чорний пішак · b8 чорний пішак · c8 чорний пішак · f8 чорний пішак · g8 чорний пішак · h8 чорний пішак · a7 чорний пішак · b7 чорний пішак · c7 чорний пішак · d7 чорний пішак · e7 чорний пішак · f7 чорний пішак · g7 чорний пішак · h7 чорний пішак · a6 чорний пішак · b6 чорний пішак · c6 чорний пішак · d6 чорний пішак · e6 чорний пішак · f6 чорний пішак · g6 чорний пішак · h6 чорний пішак · a5 чорний пішак · b5 чорний пішак · c5 чорний пішак · d5 чорний пішак · e5 чорний пішак · f5 чорний пішак · g5 чорний пішак · h5 чорний пішак · d4 чорний пішак · e4 чорний пішак · a2 білий пішак · b2 білий пішак · c2 білий пішак · d2 білий пішак · e2 білий пішак · f2 білий пішак · g2 білий пішак · h2 білий пішак · a1 біла тура · b1 білий кінь · c1 білий слон · d1 білий ферзь · e1 білий король · f1 білий слон · g1 білий кінь · h1 біла тура | 1 |
|   | a | b | c | d | e | f | g | h |   |

Існує практично однакова гра під назвою ордові шахи. Її відмінність полягає в тому, що в гравця з 32 пішаками два пішаки розміщені на d4 і е4 замість d8 і е8. 